# 東橫線
東橫線（日语：／ Tōyoko sen */?）是一條連接東京都澀谷區澀谷站與神奈川縣橫濱市西區橫濱站，屬於東急電鐵（東急）的鐵路線。
路線圖和車站編號使用的路線顏色為紅色，路線記號為TY。

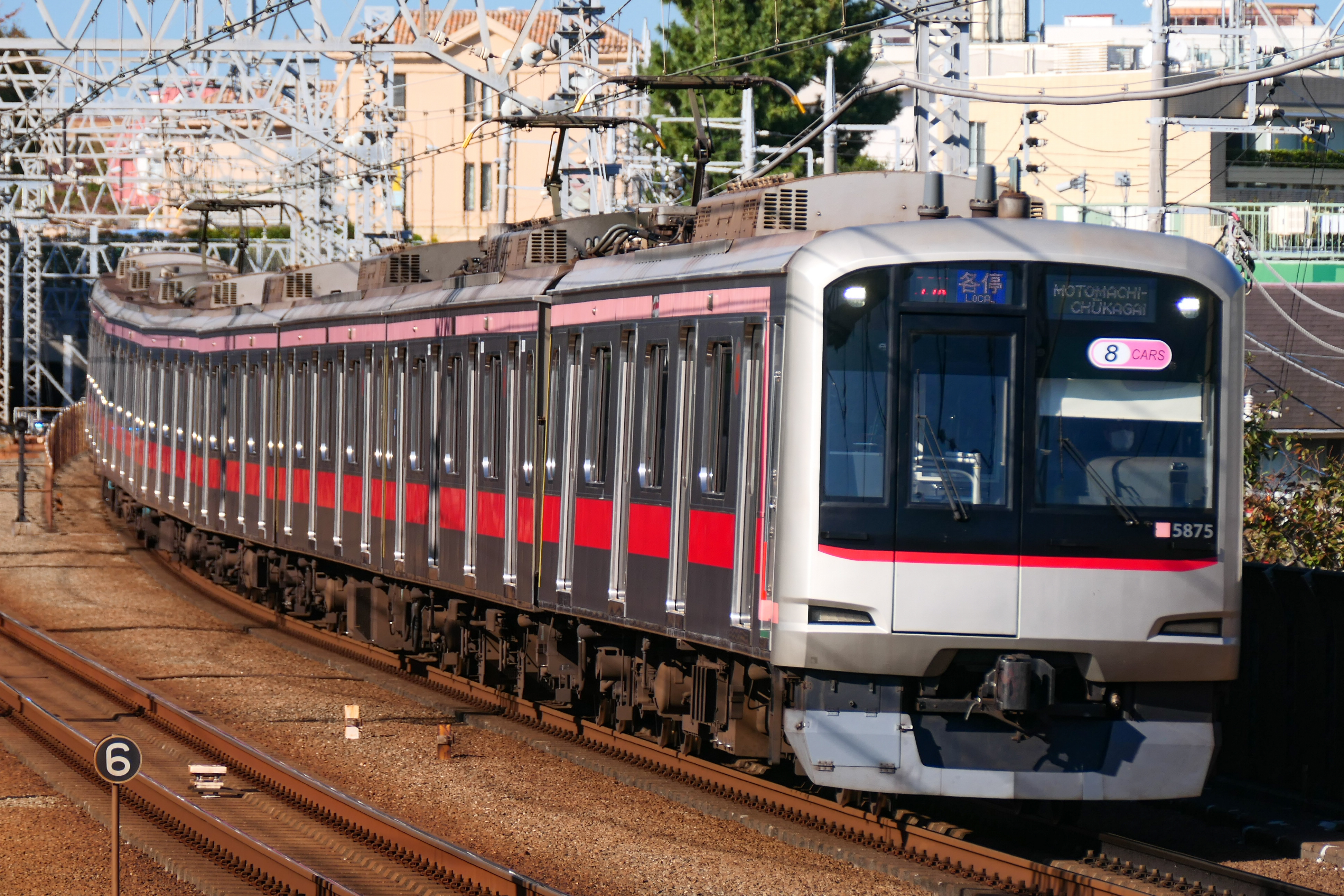
駛入多摩川站的普通5050系電聯車 (2022年10月)

## 概要
東橫線是一條連結東京與橫濱兩個都市的通勤路線，是東急的基礎路線。田園調布站－日吉站間是複複線，當中2線軌道由目黑線（目黑站－日吉站間）使用，肩負起東橫線的分流機能。
東横線現有特急、通勤特急、急行、各站停車總共4種車種運行。
東橫線從澀谷站經東京地下鐵副都心線可直通運行至東武東上線森林公園站，以及西武池袋線飯能站，從橫濱站可經橫濱高速鐵道港未來線直通運行至元町·中華街站。2013年3月15日前曾由中目黑站經東京地下鐵日比谷線直通運行至北千住站。詳情請參見「直通運行」一節。

### 路線資料
- 路線距離：24.2公里
- 軌距：1067毫米
- 複線路段：
  - 四線：
    - 田園調布站－日吉站段（5.4公里）[1]

  - 複線：
    - 澀谷站－田園調布站段（8.2公里）
    - 日吉站－橫濱站段（10.6公里）
- 電氣化路段：全線（直流1500V）
- 閉塞方式：車內信號閉塞式（ATC-P）
- 最高速度：110公里/小時

## 沿線風景及地理

### 澀谷 - 中目黑
從明治大道（都道305號）正下方、設於澀谷HIKARIE地下五層旁的澀谷站出發，跟著明治大道南下，潛過澀谷川，然後在澀谷清潔工場附近轉向西南方，穿過山手線、埼京線、湘南新宿線等JR線下方後，以最大坡度35‰爬升至地面。接著到達雙側式兩面兩線的地面車站代官山站。1986年3月之前因為月台緊接於隧道和澀谷二號平交道之間，只能容納18米的6卡車輛，因此將20米6卡向著中目黑方面、以及18米8卡或20米7卡向中目黑的兩卡進行車門隔離。澀谷二號平交道封鎖後，將一半月台延伸至澀谷隧道內，解消了車門隔離的問題。
另外，澀谷站在2013年3月15日之前為位於山手線澀谷站和明治大道之間的港灣式四面四線高架站，並以高架方式沿著現在路線行走。途中高望東京都交通局澀谷營業所的巴士群後跨過JR線群，經過澀谷一號平交道到達代官山站。

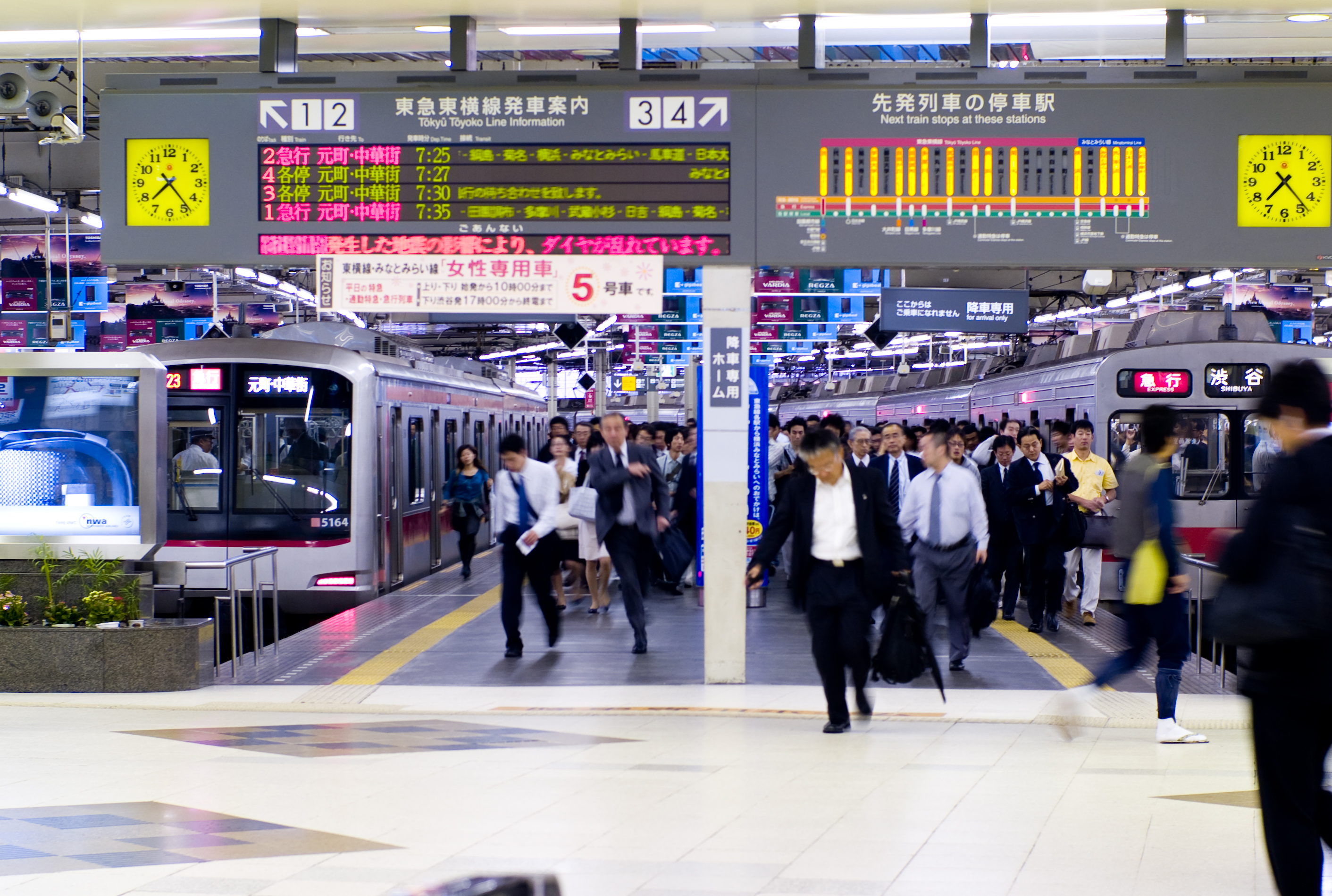
舊澀谷站（2013年3月15日以前使用的高架月台）
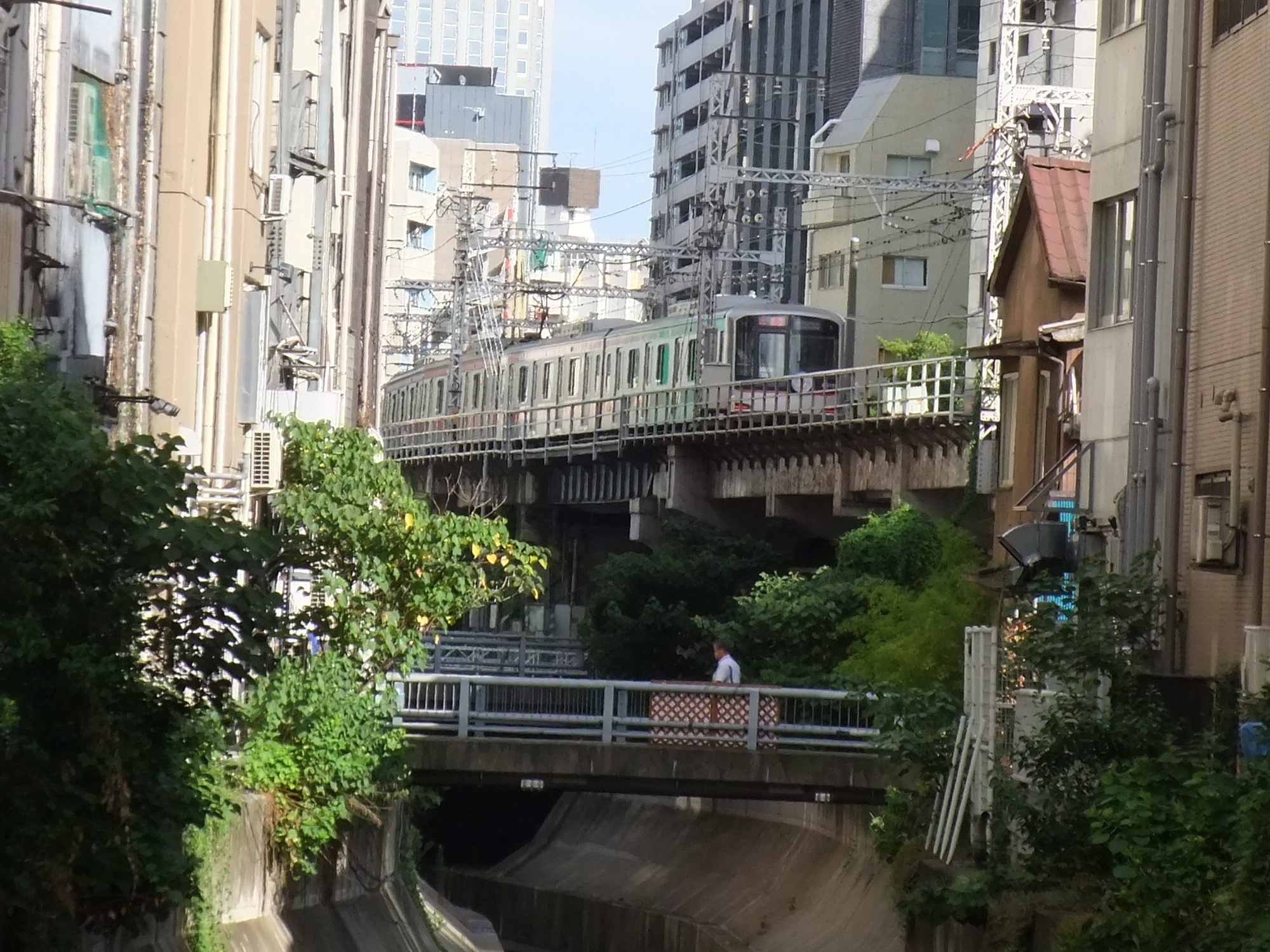
澀谷站周邊。地上時代可看見澀谷川（2011年8月）

穿過澀谷隧道後進入目黑區，日比谷線在上下行線之間穿出。以高架線渡過目黑川後，隨即到達高架島式兩面四線的中目黑站。月台正位於山手大道（都道317號）之上。所有日比谷線列車以本站佑天寺方向三條的日比谷線專用折返線折返。2013年3月15日以前，東橫線與日比谷線以直通運行方式運轉，東武伊勢崎線直通日比谷線列車以及日比谷線內列車在此折返，而東橫線的日比谷線直通列車則從本站開始進入日比谷線。此外，東武直通日比谷線專用的東武20000系列因訊號問題不能進入東橫線內，因此不與東橫線進行直通運行。而東橫線直通日比谷線專用的東急1000系有從北千住方向開出至中目黑站而不駛入東橫線的班次。該班次亦以此折返線返回北千住方向。因為中目黑站的配線以及車輛規格等的問題，東橫線運行的列車不能從此站折返回東橫線。

### 中目黑 - 自由之丘
從中目黑出發後，以南南西方向貫穿目黑區。中目黑與下一個特急停車站自由之丘之間的路段以直線為主。本區間也是特急列車速度最高的一段。
高架雙側式兩面兩線的祐天寺站名的由來是祐天寺，距離站舍徒步約五分鐘。
接著的學藝大學站以及都立大學站是以大學取名的連續兩站，但東京學藝大學在1964年遷至小金井市，而東京都立大学則於1991年移至多摩新都市（八王子市），現在周邊僅剩學藝大學附屬高中，而都立大學附屬高中則於2011年改為都立櫻修館中學。兩間大學遷移後，東急向住民以投票方法調查應否更改站名，贊成改名的，學藝大學站有37%，而都立大學站則過半數59%，但結果東急以兩站的贊成方未達三分之二多數，決議不更改站名。
都立大學過後，路線由高架降到地面，散設不少平交道。過自由大道的平交道後是高架島式兩面四線的自由之丘站。本站亦是與大井町線的換乘站，站舍周邊為東橫線數一數二的商業中心，亦有大型的補習社。此外，幾乎全日的列車都在本站進行緩急換乘，是東橫線的中樞車站之一。

### 自由之丘 - 武藏小杉

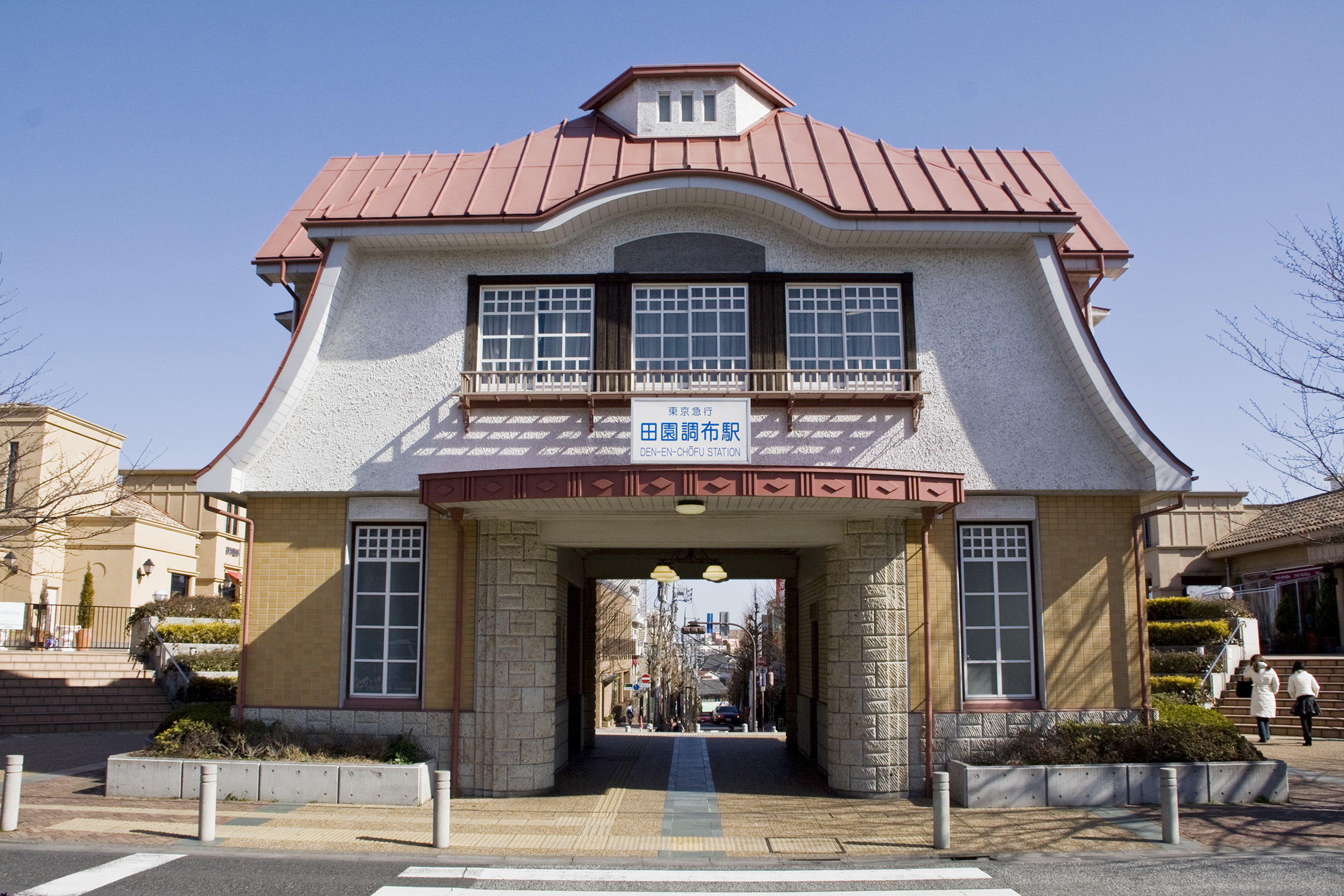
車站改良後復原的田園調布舊站房

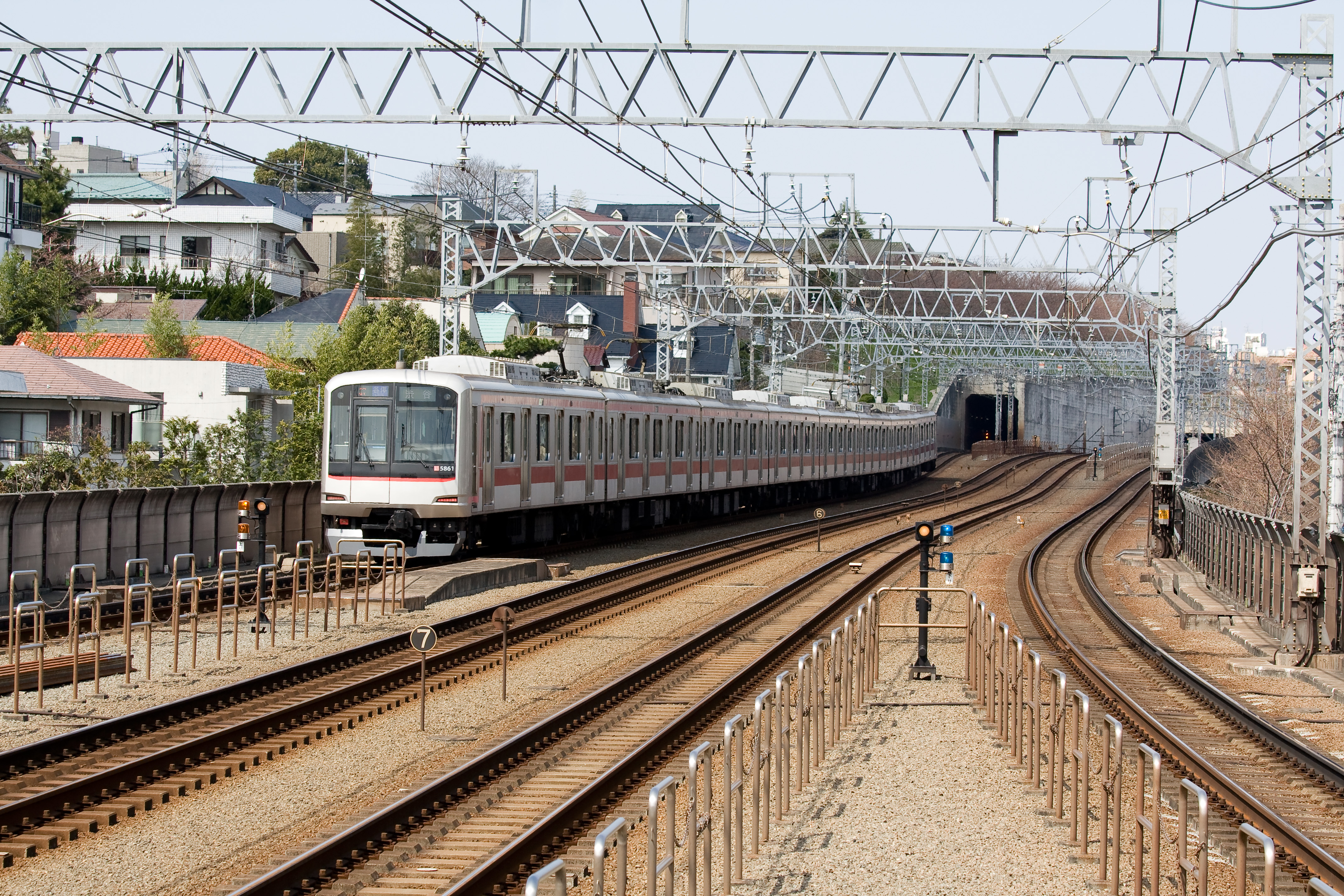
多摩川站附近。東橫線使用外側線路，目黑線使用內側。照片中的車輛是往澀谷方向的東橫線列車。

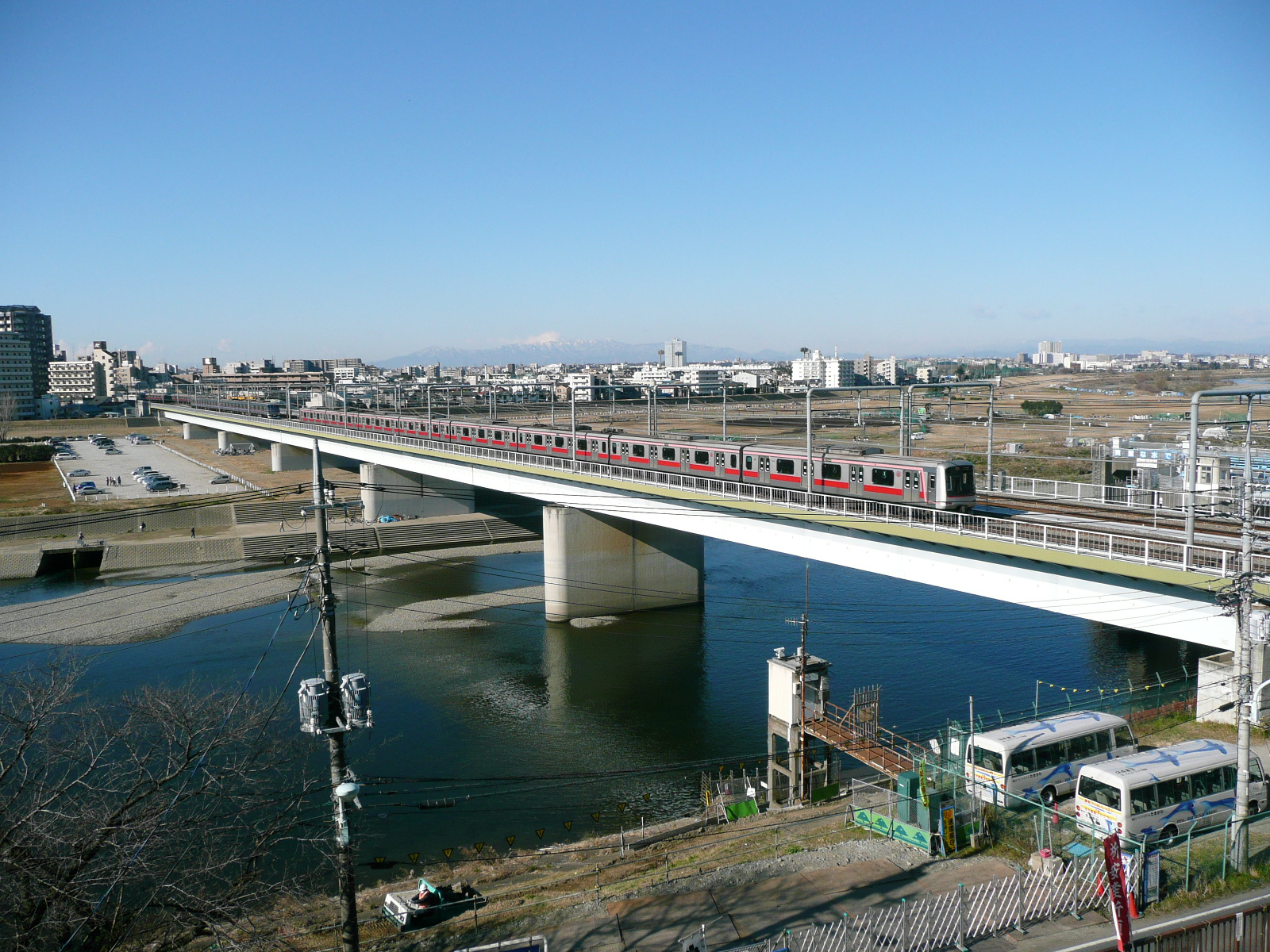
多摩川橋梁 (東急東橫線)（多摩川 - 新丸子間）

從自由之丘出發後，路線進入世田谷區，但本線並沒有在此區設站。
穿過都道環狀八號線（都道311號）後隨即進入大田區的地下段，並與目黑線會合於地底島式兩面四線的田園調布站。周邊有東急始祖的田園都市有限公司所廣泛開發的高級住宅區。從本站往南為四線區間，至目黑線終點日吉站為止的六座車站都採用方向別的兩面四線月台構造（但元住吉站設有東橫線待避線，為兩面六線構造）。田園調布的下一站多摩川站為與東急多摩川線的換乘站。原本有一條來往目黑與蒲田的目蒲線，但已於2000年8月6日分拆為目黑線和東急多摩川線。
渡過多摩川後便進入川崎市中原區，過新丸子站後就是與南武線、橫須賀線的換乘站武藏小杉站。車站周邊因再開發，50層以上的高樓大廈林立。新丸子至武藏小杉是東橫站裡站距最短的區間，只有約500米。
目黑線開業以來，武藏小杉長期為該線的起訖站，直至2008年6月22日起目黑線延伸至日吉為止。不過依然是元住吉車庫列車及部分東橫、目黑線列車的起訖站。

### 武蔵小杉 - 菊名
出武藏小杉後繼續以高架前進，而共用路段的目黑線則駛於地面。這是由於用地問題無法容納四線高架化，因此至元住吉為止的區間採用上下兩層重疊方式建設。在四複線啟用以前，現在目黑線所使用的地上線是東橫線的本線，現時除了目黑線使用以外，亦作為元住吉車庫列車的進出路徑。
元住吉站在2006年9月，由兩面島式四線的地上站，翻新為東橫線唯一一個設有兩線通過線的兩面島式六線高架站。
過了元住吉後，橫過矢上川進入橫濱市港北區的地下車站日吉站。周邊有慶應義塾大學日吉、矢上兩校區、日本大學中學校、高等學校等。此外，從本站可轉乘橫濱市營地下鐵綠線經港北新城至橫濱線中山站。同時，日吉站也是複複線區間（目黑線並行區間）的終點。
日吉與綱島之間主要為直線。2.2公里的距離亦為東橫線最長的站距，也是東橫線表定速度最高的路段之一。各站停車常以最高速度的110km/h行駛。
以前被人稱為「東京的後花園」並擁有溫泉街的綱島站，是擁有多條往港北新城以及鶴見地區路線巴士的交通要地，因此本站雖非換乘站，亦有比較高的使用人次。
出綱島後，橫過鶴見川，通過大倉山站，穿過東海道新幹線以及環狀二號線後，到達兩面島式四線的地上車站菊名站。此站為與JR橫濱線的換乘站，僅一站即可到達東海道新幹線新橫濱站。與自由之丘同樣，大部分列車在本站進行緩急換乘。在副都心線的直通運行開始前，日比谷線的直通列車在本站折返。車站周邊為廣大的寧靜住宅區。

### 菊名 - 橫濱
這個區間主要穿梭於橫濱市北部住宅區之間。
島式兩面兩線的妙蓮寺站，過去只在橫濱方向設有出入口，因此以行人地下道方式連接兩方向的月台，到2000年代後則在澀谷方向月台新設出入口，其後亦加建了等待室及洗手間。
路線進入後橫濱市神奈川區後的第一個站為白樂站。附近有神奈川大學橫濱校區與六角橋商店街。白樂為兩面兩線的橋上站，出入口原先僅設於月台正上方，2002年在澀谷方向月台新設出入口。
通過橫濱上麻生道路上方的島式兩面兩線高架站東白樂站後，列車就進入地底島式兩線的反町站。在地下化以前，東橫線出東白樂後以高架方式跨過國道一號後抵達島式兩面兩線高架車站舊反町站，往橫濱方向設有一段小隧道。
過了反町後，便緊接進入橫濱市西區區界以及橫濱站。橫濱站為島式一面兩線的地底站。由本站開始便進入直通的橫濱高速鐵道港未來線。高架站時代，東橫線是經高島町站延伸至櫻木町站。在2004年港未來線開通後，地上區間也隨之廢除。

## 歷史
- 1926年（大正15年）2月14日：（舊）東京橫濱電鐵丸子多摩川站（現、多摩川站）～神奈川站間開業。並與目蒲線直通，目黑站～神奈川站開始直通運轉。
- 1927年（昭和2年）8月28日：澀谷站～丸子多摩川站間開業，澀谷站～神奈川站開始直通運轉。路線命名為「東橫線」。
- 1928年（昭和3年）5月18日：神奈川站～高島站（後高島町站）間開業。
- 1932年（昭和7年）3月31日：高島町站～櫻木町站間開業（全通）。府立高等前站改名府立高等站，太尾站改名大倉山站。
- 1935年（昭和10年）2月1日：開始運行急行。
- 1936年（昭和11年）4月1日：碑文谷站改名青山師範站。
- 1939年（昭和14年）
  - 10月1日：東京橫濱電鐵與目黑蒲田電鐵合併[6]。
  - 12月11日：新丸子站～元住吉站間的工業都市站開業。
- 1941年（昭和16年）8月4日：取消運行急行。
- 1942年（昭和17年）5月26日：小田急電鐵與京濱電氣鐵道（現京濱急行電鐵）合併，改名為東京急行電鐵。
- 1943年（昭和18年）12月1日：青山師範站改名第一師範站，府立高等站改名都立高校站。
- 1944年（昭和19年）10月20日：綱島溫泉站改名綱島站。
- 1945年（昭和20年）
  - 6月1日：並木橋站、新太田町站暫停使用。
  - 6月16日：武藏小杉站開業。
- 1950年（昭和25年）
  - 4月8日：神奈川站廢止。
  - 8月1日：恢復急行列車。
- 1952年（昭和27年）
  - 4月1日：取消運行急行。
  - 7月1日：第一師範站改名學藝大學站，都立高校站改名都立大學站。
  - 10月1日：架線電壓由600V提昇至1500V。
- 1953年（昭和28年）4月1日：工業都市站廢止並與武蔵小杉站整合。
- 1954年（昭和29年）10月16日：第一代5000系（日语：東急5000系電車 (初代)）投入營運。
- 1955年（昭和30年）4月1日：恢復運行急行。
- 1956年（昭和31年）10月1日：橫濱站～櫻木町站間複線化。
- 1958年（昭和33年）12月1日：5200系投入營運。
- 1960年（昭和35年）4月1日：第一代6000系（日语：東急6000系電車 (初代)）投入營運。
- 1962年（昭和37年）1月27日：第一代7000系（日语：東急7000系電車 (初代)）投入營運。
- 1964年（昭和39年）8月29日：北千住站～中目黑站～日吉站間與營團地下鐵（現東京地下鐵）日比谷線開始直通運轉。
- 1968年（昭和43年）4月1日：開始使用ATS。
- 1969年（昭和44年）11月30日：8000系投入營運。
- 1971年（昭和46年）5月19日：8000系的冷氣五卡編組8019F投入營運。
- 1977年（昭和52年）12月16日：多摩川園前站改名多摩川園站。
- 1980年（昭和55年）12月27日：8090系（日语：東急8090系電車）開始營運。
- 1986年（昭和61年）
  - 3月6日：9000系（日语：東急9000系電車）投入營運。
  - 3月13日：橫濱站發生脫軌事故。
- 1988年（昭和63年）
  - 3月11日：東橫線兩方向複線化（上下共4線）工程與目蒲線改良工程開始進行。
  - 8月9日：由於日吉站改良工程，日比谷線列車直通區間從日吉站延長至菊名站（改良工程完成之後的1991年開始，午間列車改至日吉站折返）。
  - 12月26日：為了更換第一代的7000系，主力直通日比谷線的1000系（日语：東急1000系電車）車輛投入營運。
- 1991年（平成3年）8月25日：第一代7000系退役。
- 1993年（平成5年）2月：2000系（2003F編組）投入營運，之後增聯追加製造的中間車兩卡變成十卡編成，並於同年11月調往田園都市線。
- 1997年（平成9年）
  - 3月20日：澀谷站 - 菊名站開始使用ATC-P。
  - 3月25日：全線實施ATC化，並提升營業最高速度至110km/h。
- 1999年（平成11年）
  - 4月16日：3000系（日语：東急3000系電車）開始營運。翌年、調往目黒線。
  - 5月15日：多摩川園站～武藏小杉站間複線化完成。
- 2000年（平成12年）8月6日：多摩川園站改名多摩川站，同時成為急行停車站。目黑線開始使用多摩川站 - 武藏小杉站之間的內複線。
- 2001年（平成13年）3月28日：開始運行特急。[7][8]同時將非繁忙時直通日比谷的列車由每小時四班減少至兩班。
- 2002年（平成14年）1月29日：決定與營團13號線（現東京地下鐵副都心線）進行直通運轉。[9]
- 2003年（平成15年）3月19日：中目黑站成為特急停車站。通勤時段（早晨上行4班、晚間下行15班）的通勤特急投入營運。[10]
- 2004年（平成16年）1月30日：末班車之後橫濱站～櫻木町站間（2.1km）停止營業。
- 2004年（平成16年）1月31日：東白樂站～橫濱站間由高架線變換成地下線，反町站與橫濱站變為地下月台。本站澀谷站 - 橫濱站間使用臨時班表營運（港未來線內的試營運兼回送）。菊名站 - 橫濱站間開始使用ATC-P。從此東橫線全區間完成ATC的導入。
- 2004年（平成16年）2月1日：開始與港未來線相互直通運轉。Y500系（橫濱高速鐵道所有車輛）投入營運。
- 2005年（平成17年）7月25日：平日的特急、通勤特急、急行的8號車設女性專用車輛[11]。
- 2006年（平成18年）
  - 7月18日：女性專用車實施時間改為平日始發至10點的上下行列車，以及17點以後澀谷站發車的下行列車（往元町·中華街方向）。女性專用車輛也從8號車改為5號車。
  - 9月24日：前日（23日）深夜起實施武藏小杉站 - 日吉站間的高架化切換工程，元住吉站高架化。
  - 9月25日：武藏小杉站～日吉站間高架化完成。元住吉站起迄列車中，除了首班與末班車外，全部改在武藏小杉站起迄。另外，元住吉檢車區新設一條直達日吉站的下行出庫線，往元町·中華街方向的始發列車多在日吉站發車。
- 2007年（平成19年）8月23日：配合日吉站2、3號線與拖上線的目黑線轉換工程實施改點。之前的日吉站起迄列車改在菊名站或武藏小杉站起迄，午間直通至日吉站的日比谷線直通列車從本日起全日延駛至菊名站，取消所有日吉站起迄列車。此外，日吉站的緩急接續與待避全部改在「元住吉站待避」。
- 2008年（平成20年）
  - 1月13日：東橫線的8000系退役。
  - 6月14日：現在的澀谷站（地下車站）以東京地下鐵副都心線車站開業。開業起由東急負責車站管理業務。
  - 6月22日：目黑線延伸至日吉站。實施改點，同時為了提升橫濱市營地下鐵綠線的轉乘性，平日始發至9點與17點以後的特急全部改為通勤特急。
- 2009年（平成21年）6月6日：實施改點。早晨通勤時段的兩班日比谷線直通列車改為往澀谷的各站停車，週六日班表增加18點往元町·中華街的特急班次。
- 2011年（平成23年）
  - 3月11日：東日本大震災，首都圈鐵道網路接近癱瘓。之後為了協助難以返家的民眾，與直通的港未來線實施24小時營運[12]。地震發生後中止與日比谷線的相互直通運轉。
  - 3月14日：受到福島第一核電廠事故等影響，電力供給不足，東京電力實施分區限電。東橫線武藏小杉站 - 橫濱站間午間時段停駛，運行時段也只開各站停車。
  - 4月4日：全日恢復特急、通勤特急、急行運行。平日始發至9點與日16點至末班車為止維持平時班次，平日午間時段與週六日採用“節電班表”，僅開行約八成班次。與日比谷線的相互直通運轉尚未恢復。
  - 4月25日：平日始發至9點與日16點至末班車為止，恢復與日比谷線的相互直通運轉。
  - 7月1日：配合眾多企業導入夏令時間，平日班表的始發電車提前至4點時段，早晨時段增開列車。
  - 9月10日：解除電力使用限制令，全時段班次恢復正常。全面恢復與日比谷線的相互直通運轉。
  - 9月22日：早晨時段停止增開列車。從此完全恢復震前班表。
  - 10月28日：配合直通的東京地下鐵改點，東橫線、目黑線部芬列車變更發車時間。
- 2013年（平成25年）3月16日：澀谷站 - 代官山站間完成地下化，東橫線開始與副都心線直通運轉[13]。同日改點起，東橫線經副都心線與東武東上線、西武池袋線相互直通運轉，同時終止與日比谷線直通運轉。
- 2014年（平成26年）2月15日元住吉站发生列车追尾事故。
- 2016年（平成28年）3月26日：開始運行F-liner。
- 2017年（平成29年）3月25日：開始運行收費對號入座列車S-TRAIN。
- 2020年（令和2年）2月23日：全部車站安裝月台門。
- 2023年（令和5年）3月18日：相鐵·東急直通線開始營運，並修改時刻表，部分下行急行列車於日吉站改為進入東急新橫濱線並直通相模鐵道系統[14][15][16][17]。

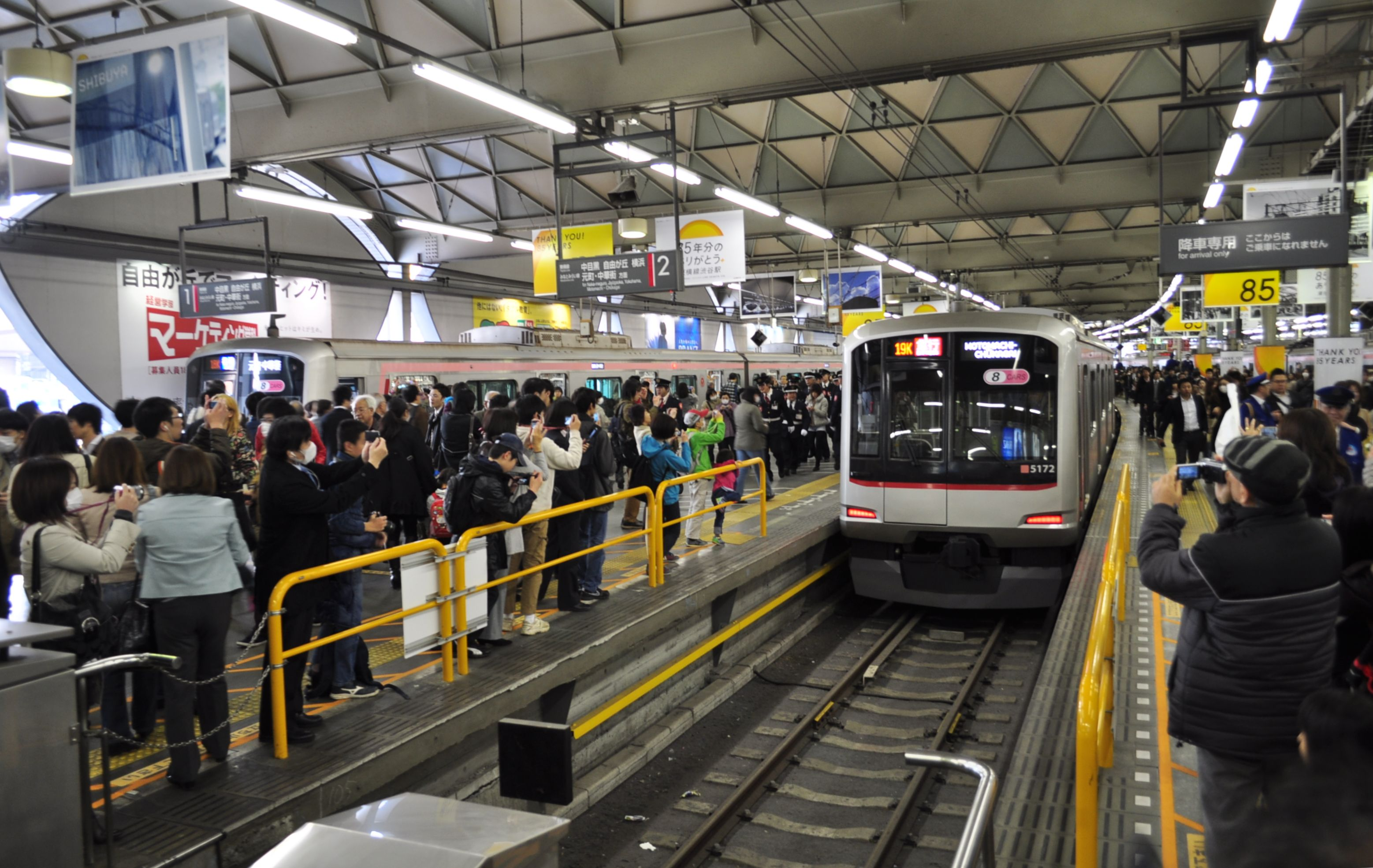
舊澀谷站最終日的樣子 （2013年3月15日攝）
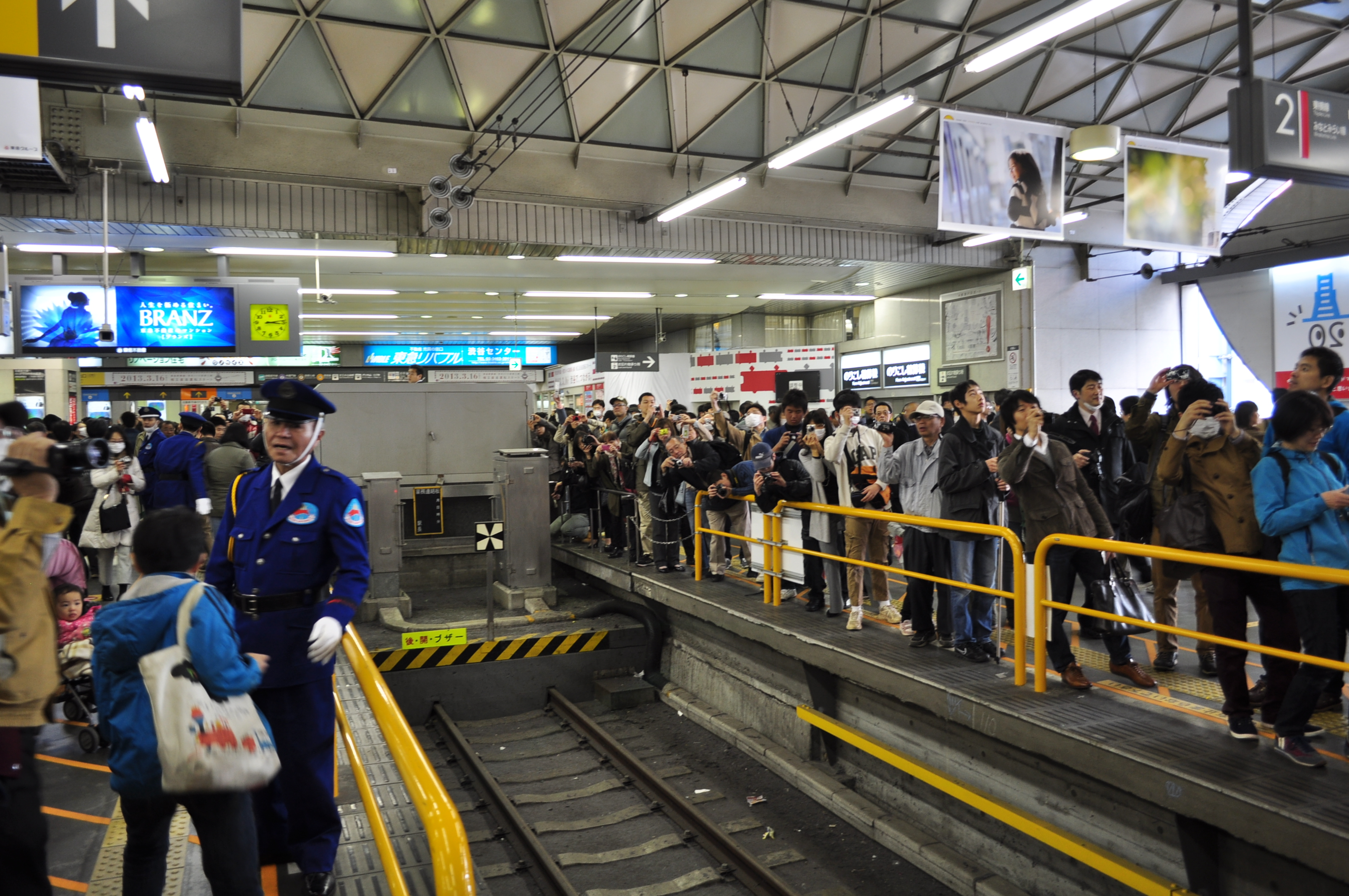
舊澀谷站最終日的樣子 （2013年3月15日攝）
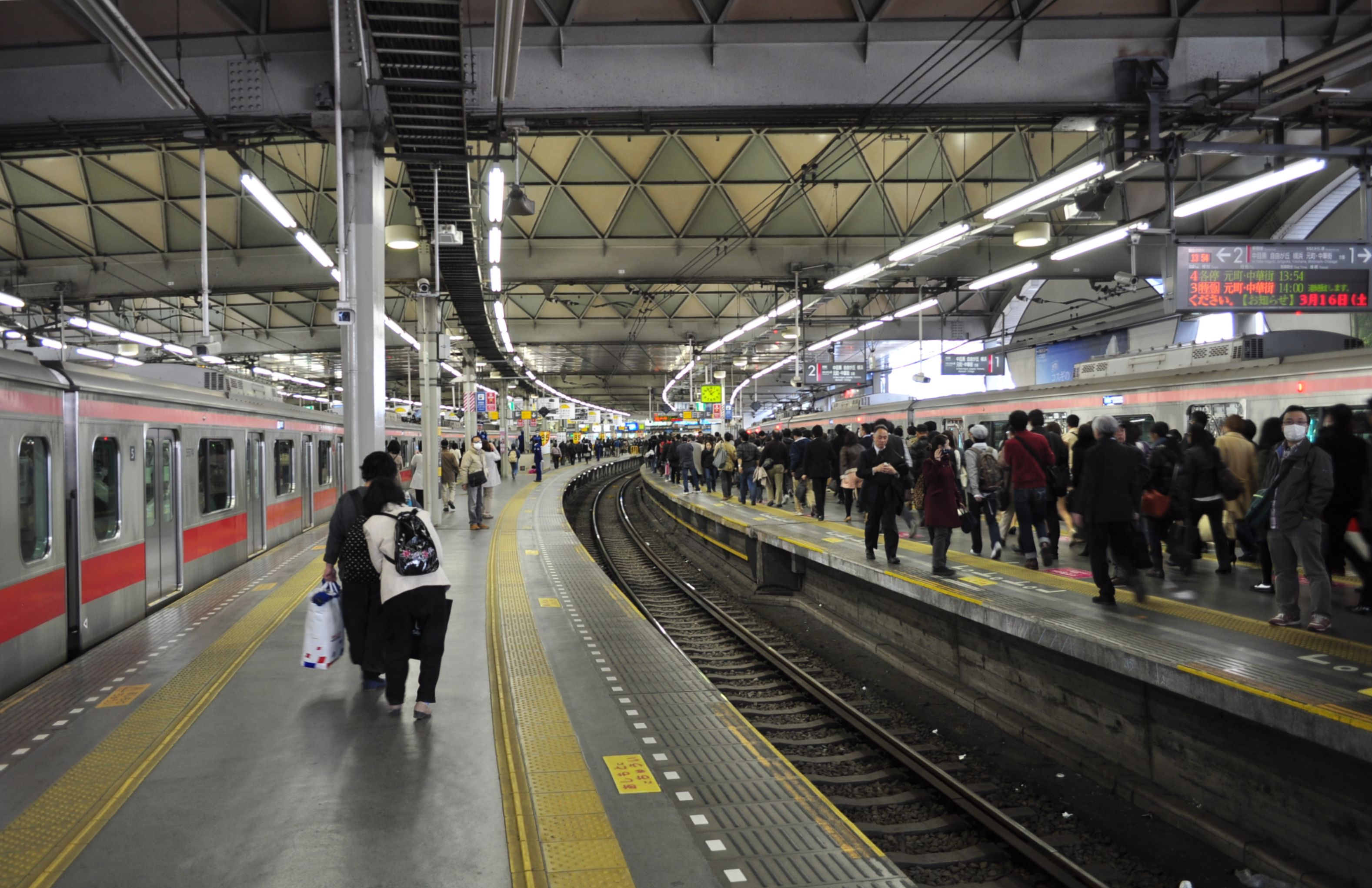
舊澀谷站最終日的樣子 （2013年3月15日攝）
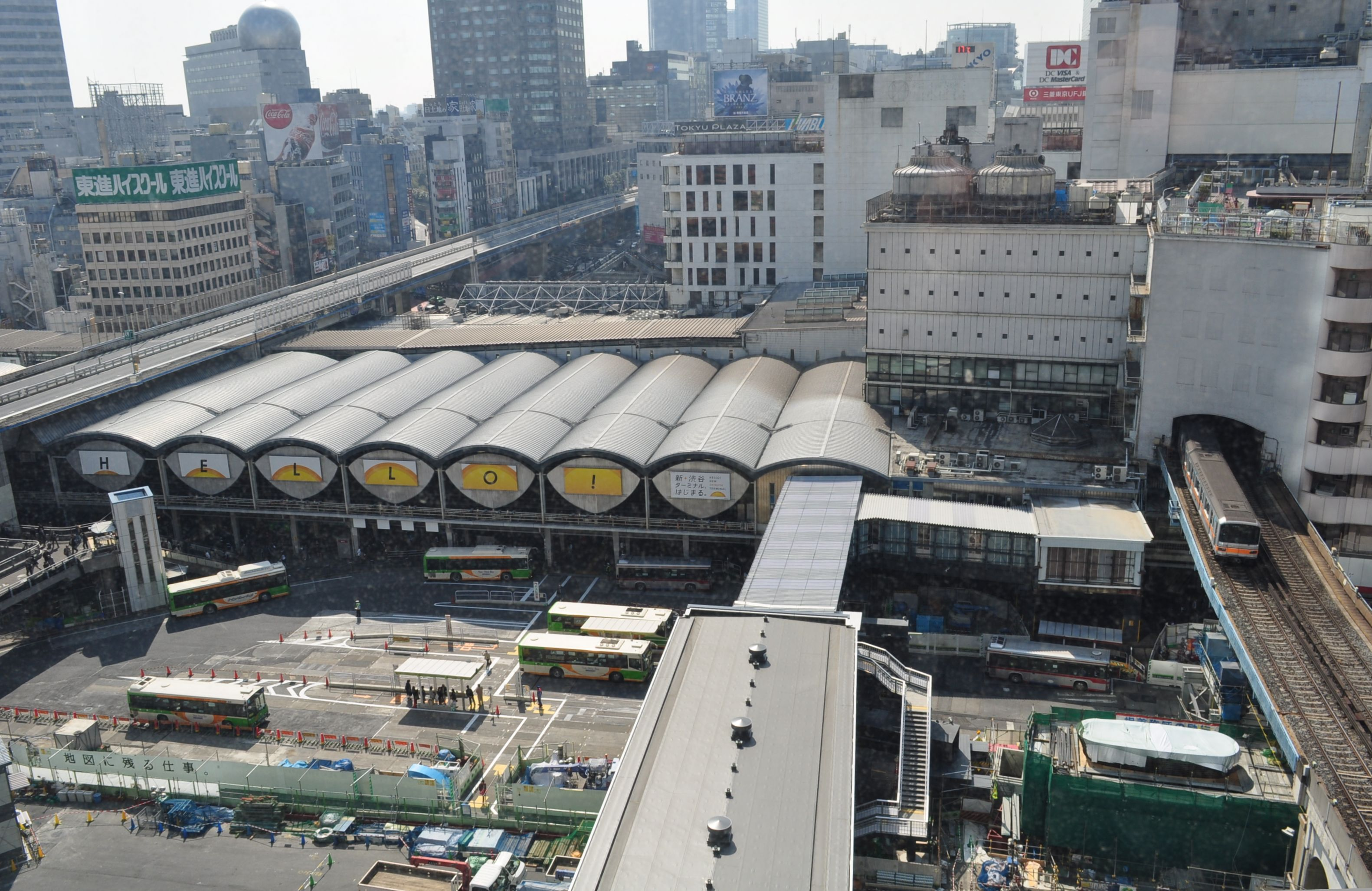
東橫線澀谷高架站舍全景 （2013年3月16日攝）
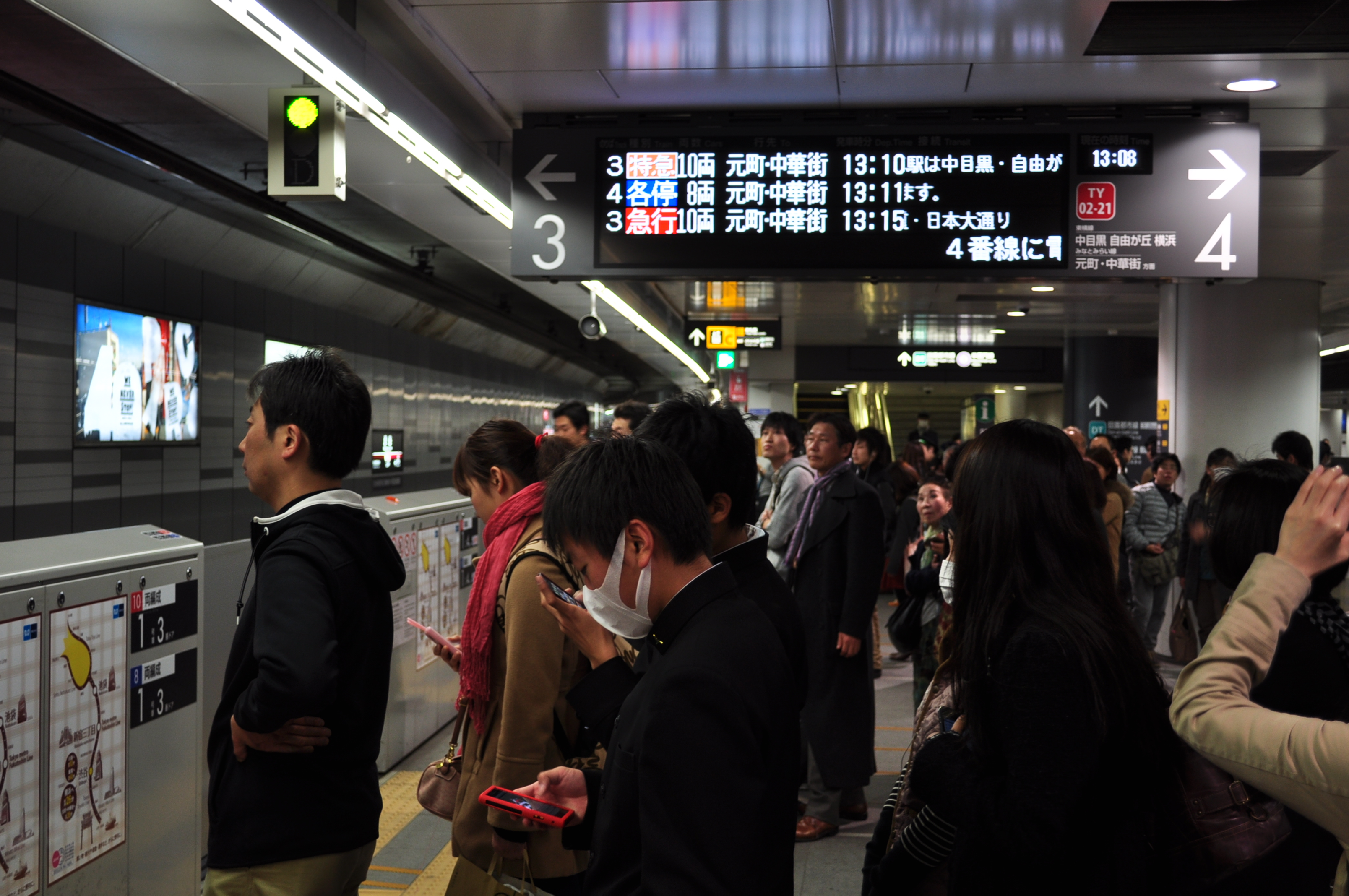
地下化的澀谷站 （2013年3月16日攝）

### 港未來線
2003年1月，東急公布將在2004年1月30日末班車後結束高島町站與櫻木町站的營運，並在深夜完成東白樂站 - 反町站間的地下線切換作業，隔日由於需進行乘務員訓練、機器調整等，該日僅營運澀谷 - 橫濱區間。橫濱高速鐵道港未來線預定在一周後通車。
由於國土交通省要求在港未來線通車以前需開設橫濱至櫻木町站的替代巴士，因此東急為了盡可能縮短時間，決定提前至2月1日通車。
接著，計畫進行部分修正。開業3個月前的2003年11月上旬，一列橫濱高速鐵道所屬車輛Y500系（Y516編組）、一列東急9000系（9008F編組）從長津田工場以拖車運送至東白樂站附近的臨時地下搬入線路後，進入港未來線內進行反町至元町·中華街間的試運轉。因此，東急順利將切換時間縮短至一日。1月31日的臨時班表僅開行澀谷 - 橫濱單一區間，列車在橫濱站下客後進入港未來線進行最終訓練與回送。

### 月台門設置計畫
2011年（平成23年）1月25日，國土交通省要求鐵道業者提出月台門設置計畫，同年2月8日公布東橫線所有車站將全面設置月台門。2015年1月9日，東急電鐵宣布目標在2020年完成東橫線內的月台門設置。
- 2013年（平成25年） - 中目黑站（1號線、4號線）[20]、学藝大學站設置月台門。
- 2014年度（平成26年度） - 代官山站、武蔵小杉站[21]、橫濱站設置月台門[19]。
- 2015年度（平成27年度） - 都立大學站、新丸子站[19]、元住吉站、大倉山站、菊名站下行月台設置月台門[22]。
- 2016年度（平成28年度） - 自由丘站、日吉站、菊名站上行月台設置月台門[23]。
- 2019年（平成31年・令和元年）度 - 多摩川站、白樂站、東白樂站設置月台門。

## 列車類別
如非注明，本章内容以2017年10月為準。

### 特急（東橫特急）
東横線・港未來線的最快類別。不需要特急車費，只需普通車票就可以乘搭。平日只於日間運行，而週末及公休日除了清晨以及深夜外的全日運行，並以10卡運行。所有列車在自由之丘站以及菊名站與各站停車進行緩急換乘以外，澀谷方面的直通池袋線往小手指・飯能會在武藏小杉站連接在元住吉站追過的各站停車。由澀谷站至元町・中華街站只需35分鐘（一部分班次除外）。平日早上繁忙時間結束前，以及黄昏後由通勤特急代替運行。絕大部分列車直通副都心線，副都心線内主要以急行運行。一部分時間帶以和光市作始終站以外，主要以快速急行直通西武有樂町線・池袋線的小手指站・飯能站，以及急行直通東武東上線的森林公園站。
- - 停車站為：澀谷站－中目黑站－自由之丘站－武蔵小杉站－菊名站－橫浜站－港未來站－元町・中華街站

主要開始運行的理由為東日本旅客鐵道（JR東）首先開始運行湘南新宿線，作為對抗手段加強澀谷站 - 橫濱站 - 櫻木町站（當時）之間的競爭力。2000年8月6日的時間表修改下，開始了武藏小杉站 - 田園調布站的四複線使用（目黑線的開業）後令東横線的時間表有空間，同日開始急行停靠多摩川站，導致急行的12個通過站比11個停車站多，多摩川站・田園調布站・自由之丘站的三站連續停車令乘車時間增加，大量乘客投訢（通過站只得一個，以「隔駅停車」揶揄），並要求引入新的快速列車類別。在多種原因下令東橫特急在2001年3月28日開始運行。
在2016年3月26日的時間表修改中，經副都心線直通並與東武東上線的急行合併，以東横線・港未來線内特急、副都心線内急行、東上線内急行、西武線内快速急行運行的組合為限，加上了「F-Liner」的愛稱。
此外，「東横特急」為東急的日本登錄商標（登錄號碼第4857386號）。

#### 特急的歷史
- 在2001年3月28日的時間表修改中，開始在澀谷站 - 櫻木町站之間運行。[29][8]當時並没有在平日早上繁忙時間運行。
  - 當時的停車站為：澀谷站－自由之丘站－武蔵小杉站－菊名站－橫浜站－櫻木町站[30]
- 特急運行開始後一段時間，8000系的車頭會展出以藍色的櫻花設計的「特急」繪文字頭標作為活動來運行。
- 運行開始當初曾與『海螺小姐』推出推廣活動，但由2014年10月11日為促進使用率而開始使用「東横特急」的愛稱作推廣活動，以對抗五日後10月16日JR東日本時刻表改正的湘南新宿時線大幅度加班，站內及車內以海報，並在Passnet上使用了「T⇔Y 東橫特急 TOYOKO LIMITED EXPRESS」的圖案。在推廣行動的同時再加上使用標語，2004年10月11日時為「街と街の、どまんなかへ」，並在2006年3月18日的時刻表改正改成「街のまんなか、東へ横へ」。
- 由2003年3月19日的時刻表改正，目黑區綜合政府合署的搬遷及車站附近的再開發發展令到使用乘客增加，以及考慮到與日比谷線的轉乘，增設中目黑停車站[31]。另外，以往的平日早上9時前並不運行特急，在這次時刻表改正則增加了清晨的特急班次。
- 2008年1月13日的「再見8000系臨時特急」的列車為特急第一班運行的8000系8017F。另外，為加停通常不停的元住吉站的，前後的種別・目的地表示器分別以「特・元住吉」・「特急元住吉」表示，以及在元住吉站出現「特急待避特急」的奇景。
- 2008年6月22日的時刻表改正將平日早上以及黃昏後的班次全部改為通勤特急的關係，平日特急運行的時間只淨下日間的時間。
- 2016年3月26日的時刻表改正，增設了副都心線内急行・西武線内快速急行・東武東上線内急行的以「F-Liner」的愛稱運行的特急。

|        | 東橫・西武・東武車輛 | 東橫・西武・東武車輛 | 東京地下鐵車輛     | 東京地下鐵車輛     | 「F-Liner」            | 「F-Liner」        |
| ------ | -------------------- | -------------------- | ------------------ | ------------------ | ---------------------- | ------------------ |
|        | 當初                 | 2011年時             | 當初               | 直通開始後         | 全彩LED                | 三色LED            |
| 種別   | 白底橙字             | 橙底白字             | 紅字               | 橙字               | 白框綠色F標記 橙底白字 | 綠色F標記 橙字     |
| 目的地 | 橙底白字             | 黑底白字             | 紅字 / 橙字 / 白字 | 紅字 / 橙字 / 白字 | 紅字 / 橙字 / 白字     | 紅字 / 橙字 / 白字 |
| 表示   | 特急桜木町           | 特急元町・中華街     | 特急               | 特急               | F特急                  | F特急              |

### 通勤特急
平日早上繁忙時間及晩上繁忙時間代替特急運行的快速列車。與特急一樣以10卡運行。除了特急的停車站，還停靠日吉站・馬車道站・日本大道站。在自由之丘站以及菊名站與各站停車進行緩急換乘。在此之上也有在元住吉站追過各站停車的通勤特急。現在平日早上繁忙時間澀谷方面的10班及橫濱方面的6班總計16班，以及晩上澀谷方面的28班及橫濱方面的28班總計56班，合計表定72班通勤特急。週末及公休日則並没有表定班次。澀谷方面除了早上一班以及深夜的兩班以外全數直通副都心線，副都心線内主要以通勤急行、東上線内主要以各站停車（一部分急行）、西武有樂町線・池袋線内主要以快速（一部分快速急行・準急・各駅停車）運行。
- - 停車站為：澀谷站－中目黑站－自由之丘站－武蔵小杉站－日吉站－菊名站－橫浜站－港未來站－馬車道站－日本大道站－元町・中華街站

車輛以及一部分車站設置的種別表示器因表示空間有限而以「通特」省略表示，全彩LED及布幕式車輛則以白底紅「通」橙「特」的通特表示。而東京地下鐵當初與急行同樣只以紅字通勤特急表示，直通開始後則改為與全彩LED同文字色並加上框的通特表示。
另外，英文表示為「Com. Exp.（通勤急行）」，但英文廣播及港未來線內則使用「Commuter Limited Express」。

#### 通勤特急的歷史
- 自2003年3月19日的時間表改正開始運行，運行開始當初有四班平日早上繁忙時間由櫻木町開往澀谷的列車，以及平日下午17時至20時30分每15分鐘由澀谷開往櫻木町的15班列車（由2014年2月1日起橫濱方面總站改為元町・中華街）。[31]
- 2006年
  - 由3月18日的時間表改正起，平日早上繁忙時間兩方向其中一部分的急行以及7時元町・中華街開往澀谷的1班特急，及下午17時至20時30分橫濱開往澀谷的15班特急改為通勤特急。
  - 由9月24日的時間表改正起，增加3班在21-22時澀谷開往元町・中華街的通勤特急。
- 2007年
  - 由8月23日的時間表改正起，因應目黑線的延長工程導致日吉站的待避線暫停使用，取消本站的緩急轉乘，各駅停車改為在元住吉待避。
  - 由11月29日至12月21日的毎個星期四及五，增加23時19分及23時52分由澀谷開往元町・中華街的通勤特急。後兩年亦有同樣時間的臨時通勤特急運行。
- 2008年6月22日目黑線延長時間表改正起，將平日9時前及17時後的所有特急改為通勤特急，以增加日吉站的方便性，對應橫濱市營地下鐵綠線、目黑線延長開業。

### 急行
東横線・港未來線快速列車中停車站最多的種別，毎日全日運行。與特急一樣，所有列車在自由之丘站以及菊名站與各站停車進行緩急換乘。日間主以8卡運行，早上繁忙時間所有班次、晩上繁忙時間一半班次以及日間一部分班次以10卡運行。除了一部分以澀谷為始終站的班次外，所有急行直通副都心線、副都心線内早上繁忙時間以各駅停車・急行・通勤急行運行。日間大半以8卡運行至和光市、早晩則以10卡運行至西武池袋線的小手指・清瀬或東武東上線的志木等等。
- 停車駅：澀谷站 - 中目黑站 - 學藝大學站 - 自由丘站 - 田園調布站 - 多摩川站 - 武蔵小杉站 - 日吉站 - 綱島站 - 菊名站 - 橫濱站 - 港未來站 - 馬車道站 - 日本大道站 - 元町・中華街站

### S-TRAIN
周末假日以2.5來回（往元町·中華街2班、元町·中華街開3班），是東急首個也是唯一的座席指定列車。所有列車直通西武池袋線，1班來回以西武秩父線西武秩父站到發。東橫線、港未來線內只停靠澀谷站、自由丘站、橫濱站、港未來站、元町·中華街站（中目黑、武藏小杉、菊名雖然也停車，但是屬於不容許乘客上下車的運行停車）。座席指定券可在包括通過站的東橫線各站自動售票機購買。
使用專用10節固定編組的西武40000系。

### 運行班次
2023年3月18日改點時日間每小時有以下運行班次。
| 運行數目 | 特急（F-Liner） | ←森林公園         | ←森林公園         | 2班               | 2班 | 2班 | 2班 | 2班 | 2班 | 2班 | 2班 | 2班     | 2班     | 2班     | 2班     | 2班     | 2班     | 2班     | 2班     |         |         |         |         |     |
| 運行數目 | 特急（F-Liner） | ←小手指 ・飯能    | ←小手指 ・飯能    | ←小手指 ・飯能    | 2班 | 2班 | 2班 | 2班 | 2班 | 2班 | 2班 | 2班     | 2班     | 2班     | 2班     | 2班     | 2班     | 2班     | 2班     |         |         |         |         |     |
| 運行數目 | 急行            |                   |                   |                   |     |     | 2班 | 2班 | 2班 | 2班 | 2班 | 2班     | 2班     | 2班     | 2班     | 2班     | 2班     | 2班     | 2班     | 2班     | 2班     | 2班     | 2班     | 2班 |
| 運行數目 | 急行            | ←川越市           | 1班               | 1班               | 1班 | 1班 | 1班 | 1班 | 1班 | 1班 | 1班 | 湘南台→ | 湘南台→ | 湘南台→ | 湘南台→ | 湘南台→ | 湘南台→ | 湘南台→ | 湘南台→ | 湘南台→ | 湘南台→ | 湘南台→ | 湘南台→ |     |
| 運行數目 | 急行            |                   | 1班               | 1班               | 1班 | 1班 | 1班 | 1班 | 1班 | 1班 | 1班 | 湘南台→ | 湘南台→ | 湘南台→ | 湘南台→ | 湘南台→ | 湘南台→ | 湘南台→ | 湘南台→ | 湘南台→ | 湘南台→ | 湘南台→ | 湘南台→ |     |
| 運行數目 | 急行            | 2班               |                   |                   |     |     |     |     |     |     |     |         |         |         |         |         |         |         |         |         |         |         |         |     |
| 運行數目 | 各停            |                   |                   |                   |     | 2班 | 2班 | 2班 | 2班 | 2班 | 2班 | 2班     | 2班     | 2班     | 2班     | 2班     | 2班     | 2班     | 2班     | 2班     | 2班     | 2班     | 2班     |     |
| 運行數目 | 各停            |                   |                   |                   | 2班 |     |     |     |     |     |     |         |         |         |         |         |         |         |         |         |         |         |         |     |
| 運行數目 | 各停            |                   | 2班               |                   |     |     |     |     |     |     |     |         |         |         |         |         |         |         |         |         |         |         |         |     |
| 運行數目 | 各停            | ←保谷・石神井公園 | ←保谷・石神井公園 | ←保谷・石神井公園 | 2班 | 2班 | 2班 | 2班 | 2班 | 2班 | 2班 | 2班     | 2班     | 2班     | 2班     | 2班     | 2班     | 2班     | 2班     | 2班     | 2班     | 2班     |         |     |

## 車站列表
田園調布－日吉段的四線路段並行的目黑線停車站參見目黑線條目。
車站編號於2012年2月上旬起依次引入。
各站停車停靠所有車站，因此省略。
接續路線與備註的括弧內是接續路線的車站編號。
範例
●：停車、｜：通過
| 車站編號               | 中文站名               | 日文站名               | 英文站名               | 站間距離               | 累計距離               | 急行 | 通勤特急 | 特急 | S-TRAIN | 接續路線、備註 | 地面/地底 | 所在地 | 所在地 |
| ---------------------- | ---------------------- | ---------------------- | ---------------------- | ---------------------- | ---------------------- | --- | --- | --- | --- | --- | --- | --- | --- |
| 直通運行路段           | 直通運行路段           | 直通運行路段           | 直通運行路段           | 直通運行路段           | 直通運行路段           | 途經 副都心線直通以下路線、車站： - 直通至 東上本線森林公園站（可直通至小川町站，只限臨時列車） - 途經 西武有樂町線直通至 池袋線飯能站、 狹山線西武球場前站（只限臨時列車） | 途經 副都心線直通以下路線、車站： - 直通至 東上本線森林公園站（可直通至小川町站，只限臨時列車） - 途經 西武有樂町線直通至 池袋線飯能站、 狹山線西武球場前站（只限臨時列車） | 途經 副都心線直通以下路線、車站： - 直通至 東上本線森林公園站（可直通至小川町站，只限臨時列車） - 途經 西武有樂町線直通至 池袋線飯能站、 狹山線西武球場前站（只限臨時列車） | 途經 副都心線直通以下路線、車站： - 直通至 東上本線森林公園站（可直通至小川町站，只限臨時列車） - 途經 西武有樂町線直通至 池袋線飯能站、 狹山線西武球場前站（只限臨時列車） | 途經 副都心線直通以下路線、車站： - 直通至 東上本線森林公園站（可直通至小川町站，只限臨時列車） - 途經 西武有樂町線直通至 池袋線飯能站、 狹山線西武球場前站（只限臨時列車）                                                                           | 途經 副都心線直通以下路線、車站： - 直通至 東上本線森林公園站（可直通至小川町站，只限臨時列車） - 途經 西武有樂町線直通至 池袋線飯能站、 狹山線西武球場前站（只限臨時列車） | 途經 副都心線直通以下路線、車站： - 直通至 東上本線森林公園站（可直通至小川町站，只限臨時列車） - 途經 西武有樂町線直通至 池袋線飯能站、 狹山線西武球場前站（只限臨時列車） | 途經 副都心線直通以下路線、車站： - 直通至 東上本線森林公園站（可直通至小川町站，只限臨時列車） - 途經 西武有樂町線直通至 池袋線飯能站、 狹山線西武球場前站（只限臨時列車） |
| TY01                   | 澀谷                   |                        |                        | -                      | 0.0                    | ● | ● | ● | ● | 東急電鐵： 田園都市線（DT01） 東日本旅客鐵道： 山手線（JY20）、 埼京線（JA10）、 湘南新宿線（JS19） 京王電鐵： 井之頭線（IN01） 東京地下鐵： 銀座線（G-01）、 半藏門線（Z-01）、 副都心線（F-16）（直通運行）                                         | 地底路段 | 東京都 | 澀谷區 |
| TY02                   | 代官山                 |                        |                        | 1.5                    | 1.5                    | ｜ | ｜ | ｜ | ｜ | | 地面路段 | 東京都 | 澀谷區 |
| TY03                   | 中目黑                 |                        |                        | 0.7                    | 2.2                    | ● | ● | ● | ◇ | 東京地下鐵： 日比谷線（H-01） | 地面路段 | 東京都 | 目黑區 |
| TY04                   | 祐天寺                 |                        |                        | 1.0                    | 3.2                    | ｜ | ｜ | ｜ | ｜ | | 地面路段 | 東京都 | 目黑區 |
| TY05                   | 學藝大學               |                        |                        | 1.0                    | 4.2                    | ● | ｜ | ｜ | ｜ | | 地面路段 | 東京都 | 目黑區 |
| TY06                   | 都立大學               |                        |                        | 1.4                    | 5.6                    | ｜ | ｜ | ｜ | ｜ | | 地面路段 | 東京都 | 目黑區 |
| TY07                   | 自由丘                 |                        |                        | 1.4                    | 7.0                    | ● | ● | ● | ● | 東急電鐵： 大井町線（OM10） | 地面路段 | 東京都 | 目黑區 |
| TY08                   | 田園調布               |                        |                        | 1.2                    | 8.2                    | ● | ｜ | ｜ | ｜ | 東急電鐵： 目黑線（MG08）（並行至日吉） | 地底 | 東京都 | 大田區 |
| TY09                   | 多摩川                 |                        |                        | 0.8                    | 9.0                    | ● | ｜ | ｜ | ｜ | 東急電鐵： 目黑線（MG09）、 東急多摩川線（TM01） | 地面路段 | 東京都 | 大田區 |
| TY10                   | 新丸子                 |                        |                        | 1.3                    | 10.3                   | ｜ | ｜ | ｜ | ｜ | 東急電鐵： 目黑線（MG10） | 地面路段 | 神奈川縣 | 川崎市 中原區 |
| TY11                   | 武藏小杉               |                        |                        | 0.5                    | 10.8                   | ● | ● | ● | ◇ | 東急電鐵： 目黑線（MG11） 東日本旅客鐵道： 南武線（JN07）、 橫須賀·總武快速線（JO15）、 湘南新宿線（JS15） | 地面路段 | 神奈川縣 | 川崎市 中原區 |
| TY12                   | 元住吉                 |                        |                        | 1.3                    | 12.1                   | ｜ | ｜ | ｜ | ｜ | 東急電鐵： 目黑線（MG12） 車輛基地所在站。構造上，入庫於武藏小杉站進入，出庫可往下行日吉站、往上行武藏小杉站。 | 地面路段 | 神奈川縣 | 川崎市 中原區 |
| TY13                   | 日吉                   |                        |                        | 1.5                    | 13.6                   | ● | ● | ｜ | ｜ | 東急電鐵： 目黑線（MG13）、 東急新橫濱線（SH03，部分急行列車直通運轉） 橫濱市營地下鐵： 綠線（G10） | 地面路段 | 神奈川縣 | 橫濱市 港北區 |
| 直通運行路段           | 直通運行路段           | 直通運行路段           | 直通運行路段           | 直通運行路段           | 直通運行路段           | 一部分下行急行列車改為直通 東急新橫濱線至新橫濱站或直通 相鐵相鐵新橫濱線、相鐵本線、泉野線至湘南台站                                                                        | 一部分下行急行列車改為直通 東急新橫濱線至新橫濱站或直通 相鐵相鐵新橫濱線、相鐵本線、泉野線至湘南台站                                                                        | 一部分下行急行列車改為直通 東急新橫濱線至新橫濱站或直通 相鐵相鐵新橫濱線、相鐵本線、泉野線至湘南台站                                                                        | 一部分下行急行列車改為直通 東急新橫濱線至新橫濱站或直通 相鐵相鐵新橫濱線、相鐵本線、泉野線至湘南台站                                                                        | 一部分下行急行列車改為直通 東急新橫濱線至新橫濱站或直通 相鐵相鐵新橫濱線、相鐵本線、泉野線至湘南台站 | 地面路段 | 神奈川縣 | 橫濱市 港北區 |
| TY14                   | 綱島                   |                        |                        | 2.2                    | 15.8                   | ● | ｜ | ｜ | ｜ | （雖然與東急新橫濱線新綱島站非常接近，但於新綱島或綱島站出閘後再到對面車站入閘的話不會有任何票務上的特殊優待。） | 地面路段 | 神奈川縣 | 橫濱市 港北區 |
| TY15                   | 大倉山                 |                        |                        | 1.7                    | 17.5                   | ｜ | ｜ | ｜ | ｜ | | 地面路段 | 神奈川縣 | 橫濱市 港北區 |
| TY16                   | 菊名                   |                        |                        | 1.3                    | 18.8                   | ● | ● | ● | ◇ | 東日本旅客鐵道： 橫濱線（JH15） | 地面路段 | 神奈川縣 | 橫濱市 港北區 |
| TY17                   | 妙蓮寺                 |                        |                        | 1.4                    | 20.2                   | ｜ | ｜ | ｜ | ｜ | | 地面路段 | 神奈川縣 | |
| TY18                   | 白樂                   |                        |                        | 1.2                    | 21.4                   | ｜ | ｜ | ｜ | ｜ | | 地面路段 | 神奈川縣 | 橫濱市 神奈川區 |
| TY19                   | 東白樂                 |                        |                        | 0.7                    | 22.1                   | ｜ | ｜ | ｜ | ｜ | | | 神奈川縣 | 橫濱市 神奈川區 |
| TY20                   | 反町                   |                        |                        | 1.2                    | 23.3                   | ｜ | ｜ | ｜ | ｜ | | 地底路段 | 神奈川縣 | 橫濱市 神奈川區 |
| TY21                   | 橫濱                   |                        |                        | 0.9                    | 24.2                   | ● | ● | ● | ● | 東日本旅客鐵道： 東海道線（JT05）、 橫須賀·總武快速線（JO13）、 湘南新宿線（JS13）、 京濱東北線、根岸線（JK12）、 橫濱線 京濱急行電鐵： 本線（KK37） 相模鐵道： 本線（SO01） 橫濱市營地下鐵： 藍線（B20） 橫濱高速鐵道： 港未來線（MM01）（直通運行） | 地底路段 | 橫濱市 西區 | |
| 與其他公司直通運行路段 | 與其他公司直通運行路段 | 與其他公司直通運行路段 | 與其他公司直通運行路段 | 與其他公司直通運行路段 | 與其他公司直通運行路段 | 直通至 港未來線元町·中華街站 | 直通至 港未來線元町·中華街站 | 直通至 港未來線元町·中華街站 | 直通至 港未來線元町·中華街站 | 直通至 港未來線元町·中華街站 | 直通至 港未來線元町·中華街站 | 直通至 港未來線元町·中華街站 | 直通至 港未來線元町·中華街站 |

- 可進行緩急接續車站：澀谷站、自由丘站、菊名站
- 可待避通過車站：元住吉站、祐天寺站
- 可折返車站：澀谷站、自由丘站、武藏小杉站、菊名站、橫濱站

### 廢站
※日期是最終營業日的翌日
- 1946年6月1日廢站：並木橋站（日语：並木橋駅）（澀谷－代官山間）、新太田町站（日语：新太田町駅）（東白樂－反町間）
- 1950年4月8日廢站：神奈川站（日语：神奈川駅 (東急)）（反町－橫濱間）
  - 與京急本線的神奈川站所在地不同。
- 1953年4月1日廢站：工業都市站（日语：工業都市駅）（武藏小杉－元住吉間）
- 2004年1月31日伴隨橫濱－櫻木町間廢線，以下兩站廢站。
  - 高島町站：橫濱站起計0.8公里
  - 櫻木町站：橫濱站起計2.1公里、高島町站起計1.3公里

## 車輛

### 自社車輛
- 用於優等列車
  - 5050系4000番台（10節編組）
- 用於急行、各停
  - 5050系（8節編組）
  - 5000系（8節編組、田園都市線轉屬車）

各車輛形式的詳細資料參見各自的車輛條目。

### 直通車輛
- 東京地下鐵
  - 10000系（8節用於急行、各停，10節用於優等列車）
  - 17000系
- 西武鐵道
  - 6000系（用於優等列車）
  - 40000系（用於優等列車）
- 東武鐵道
  - 9000系、9050系（用於優等列車）
  - 50070系（用於優等列車）
- 橫濱高速鐵道
  - Y500系（急行、各停與自社車輛共通運用）
- 相模鐵道
  - 20000系

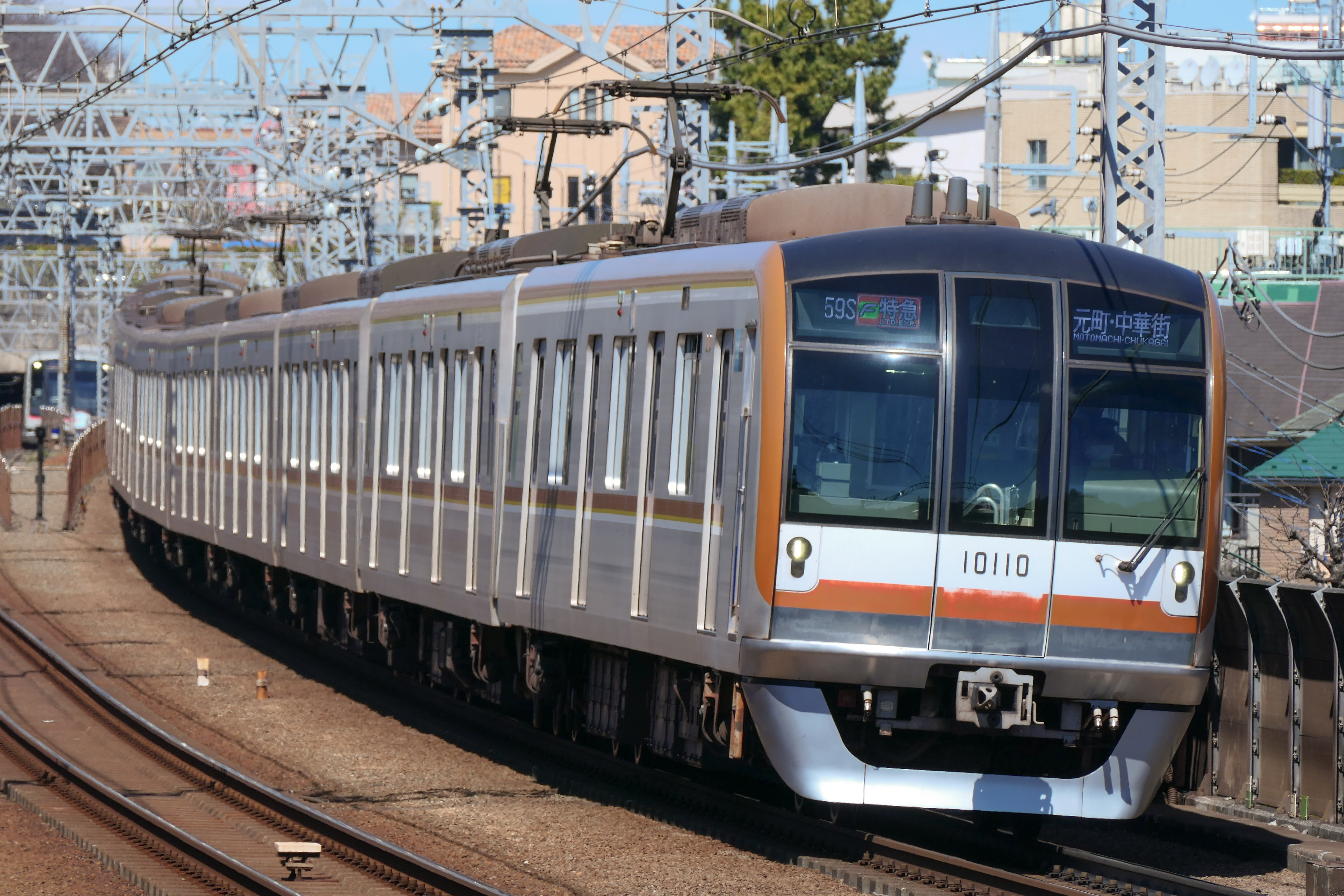
東京地下鐵10000系電力動車組
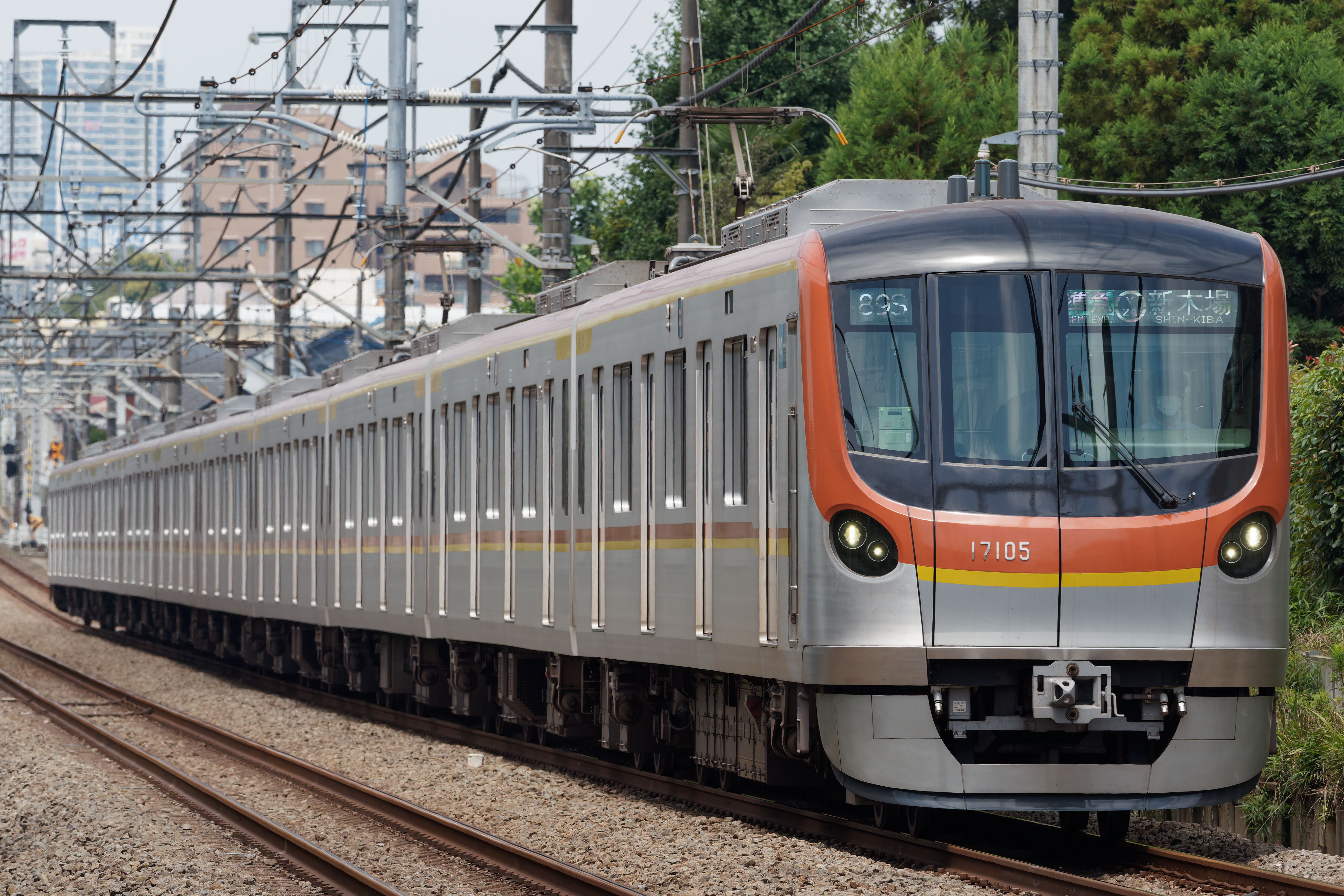
東京地下鐵17000系電力動車組
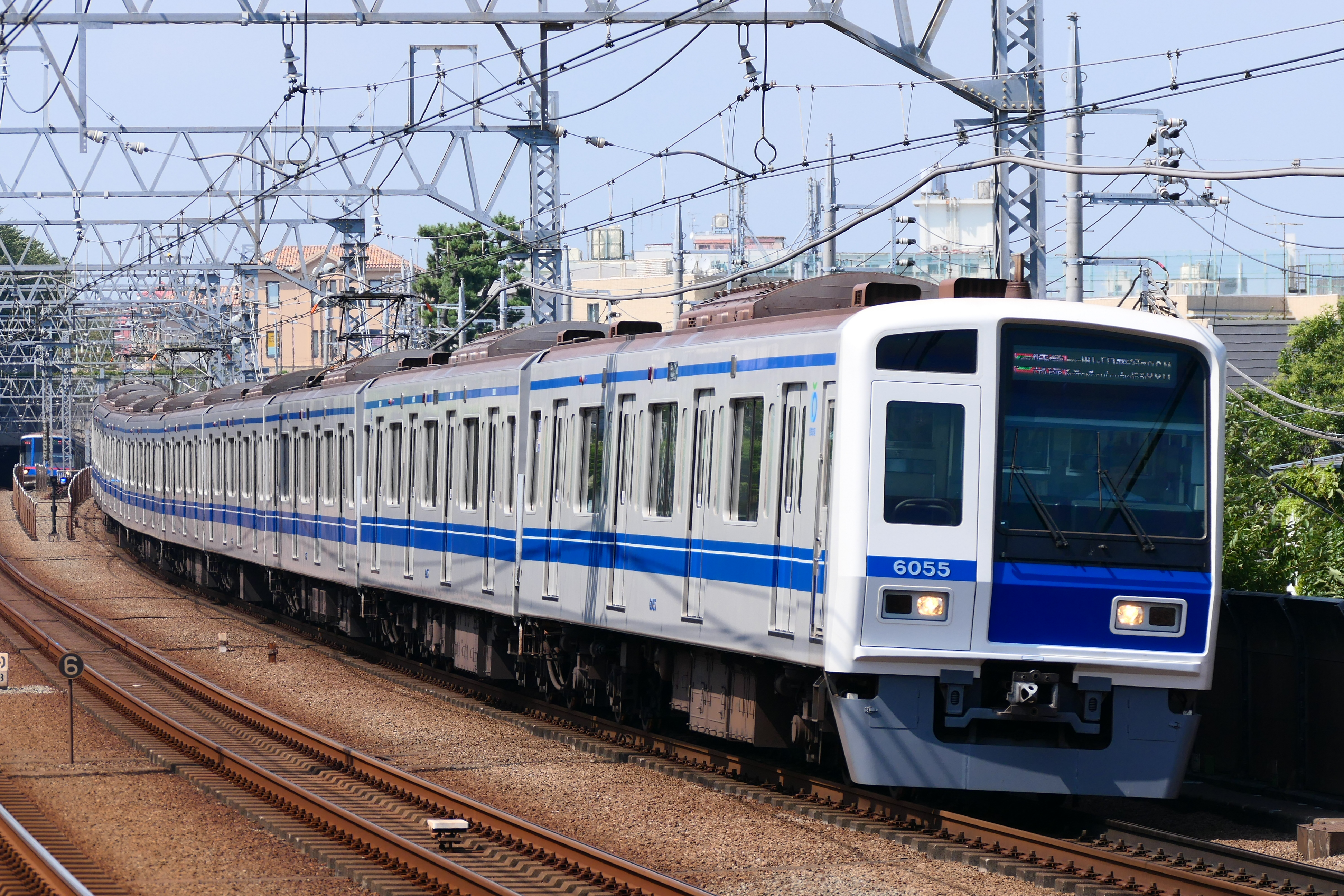
西武6000系電力動車組
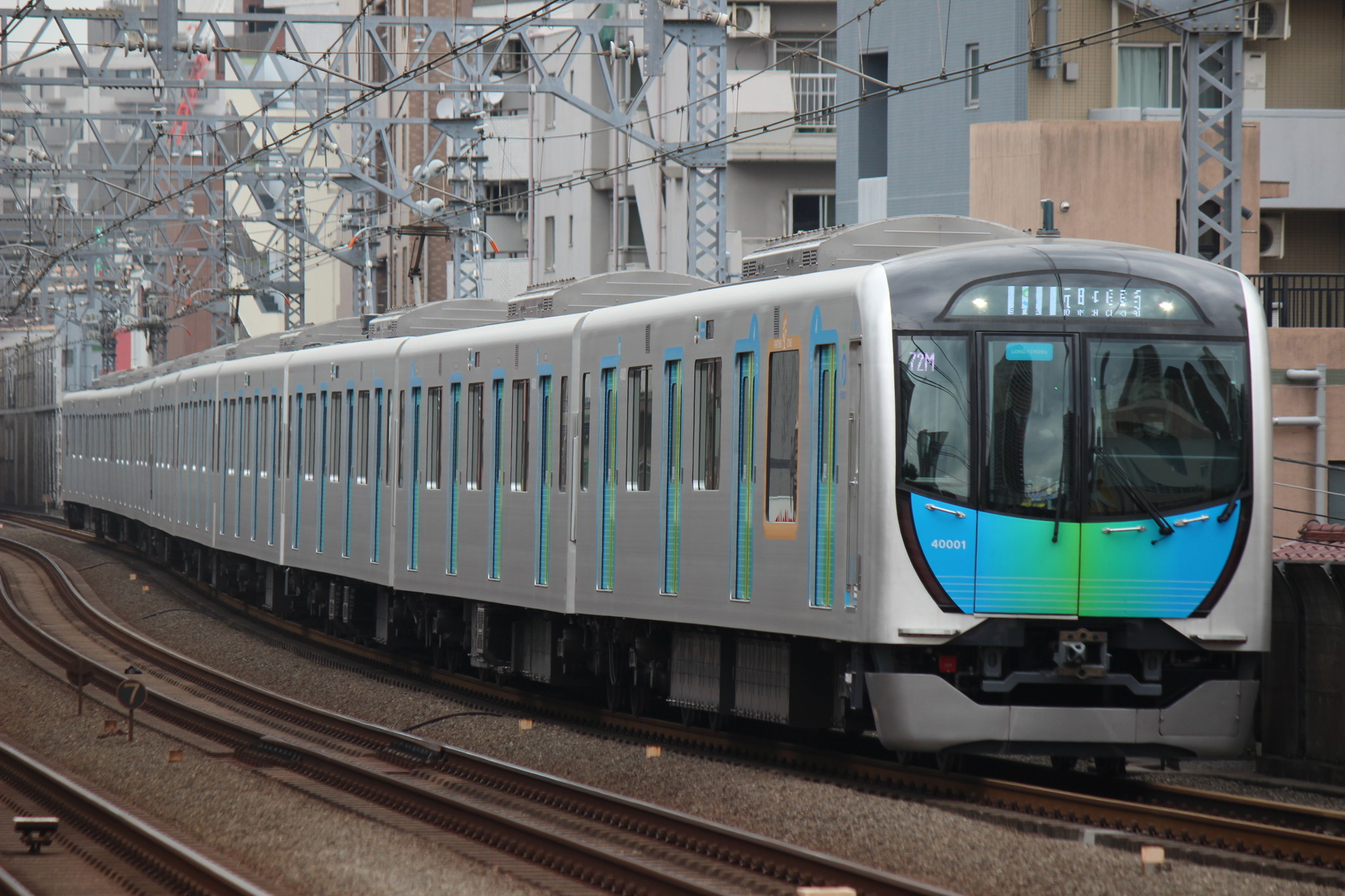
西武40000系電力動車組
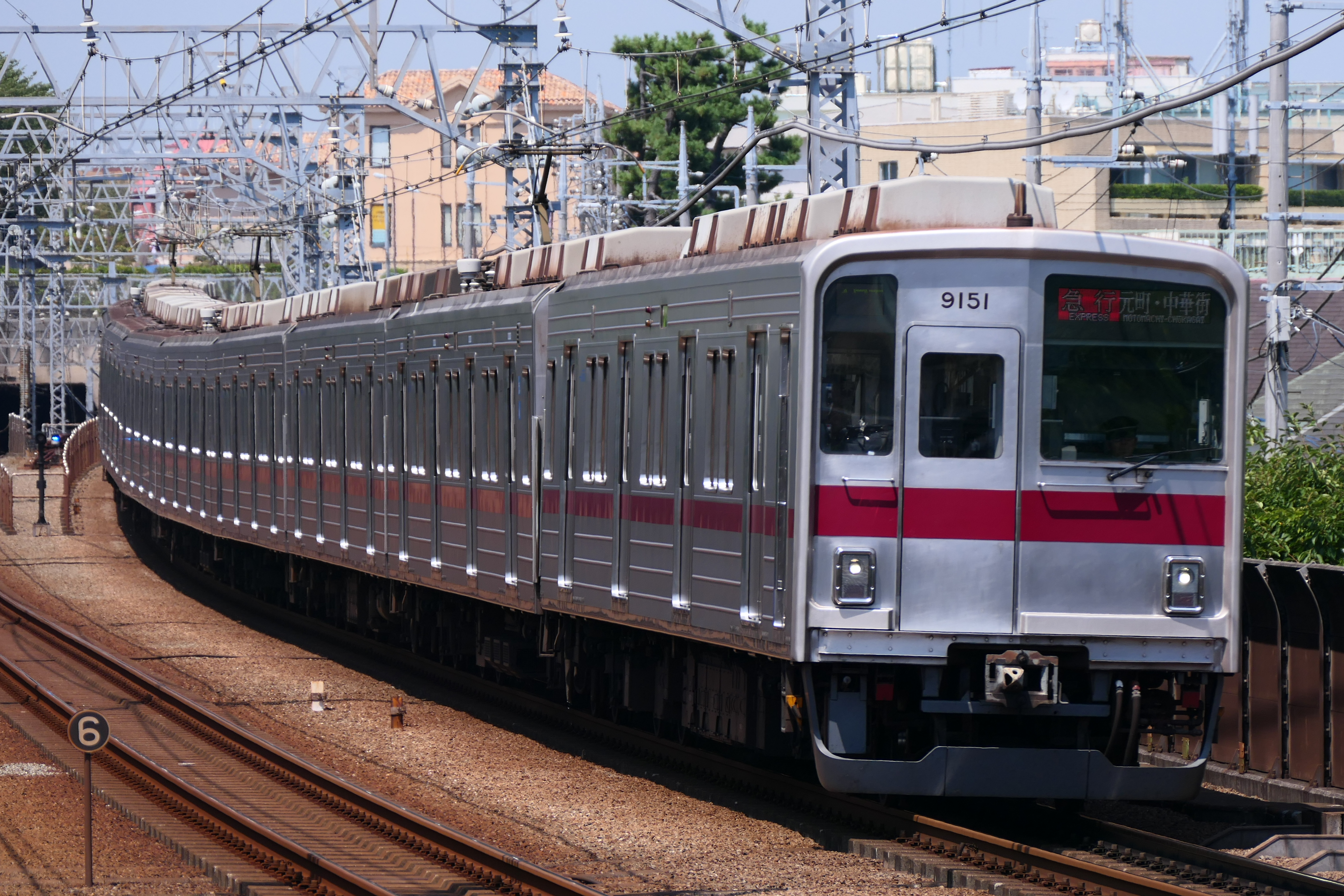
東武9000系電力動車組
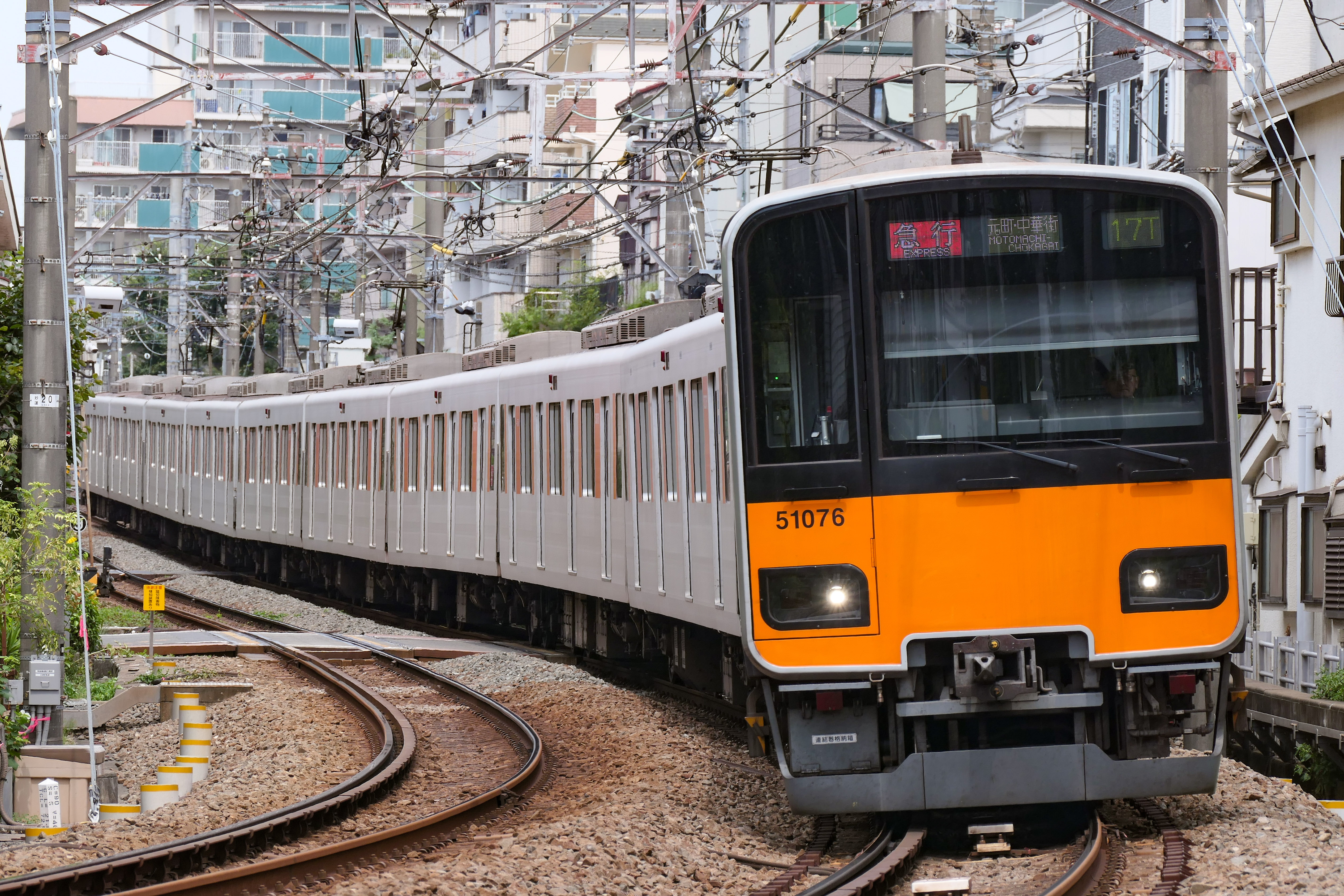
東武50070系電力動車組
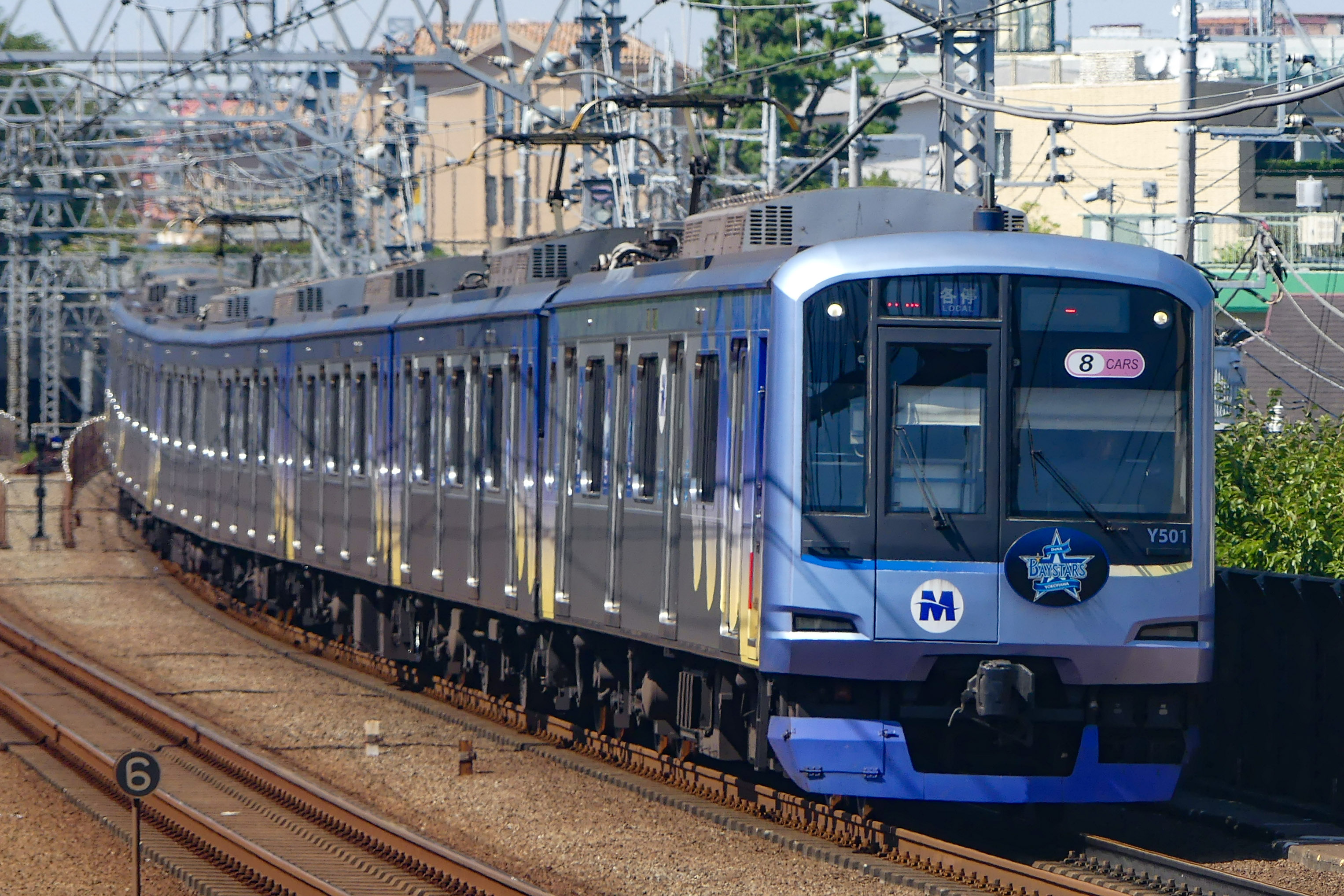
橫濱高速鐵道Y500系電力動車組
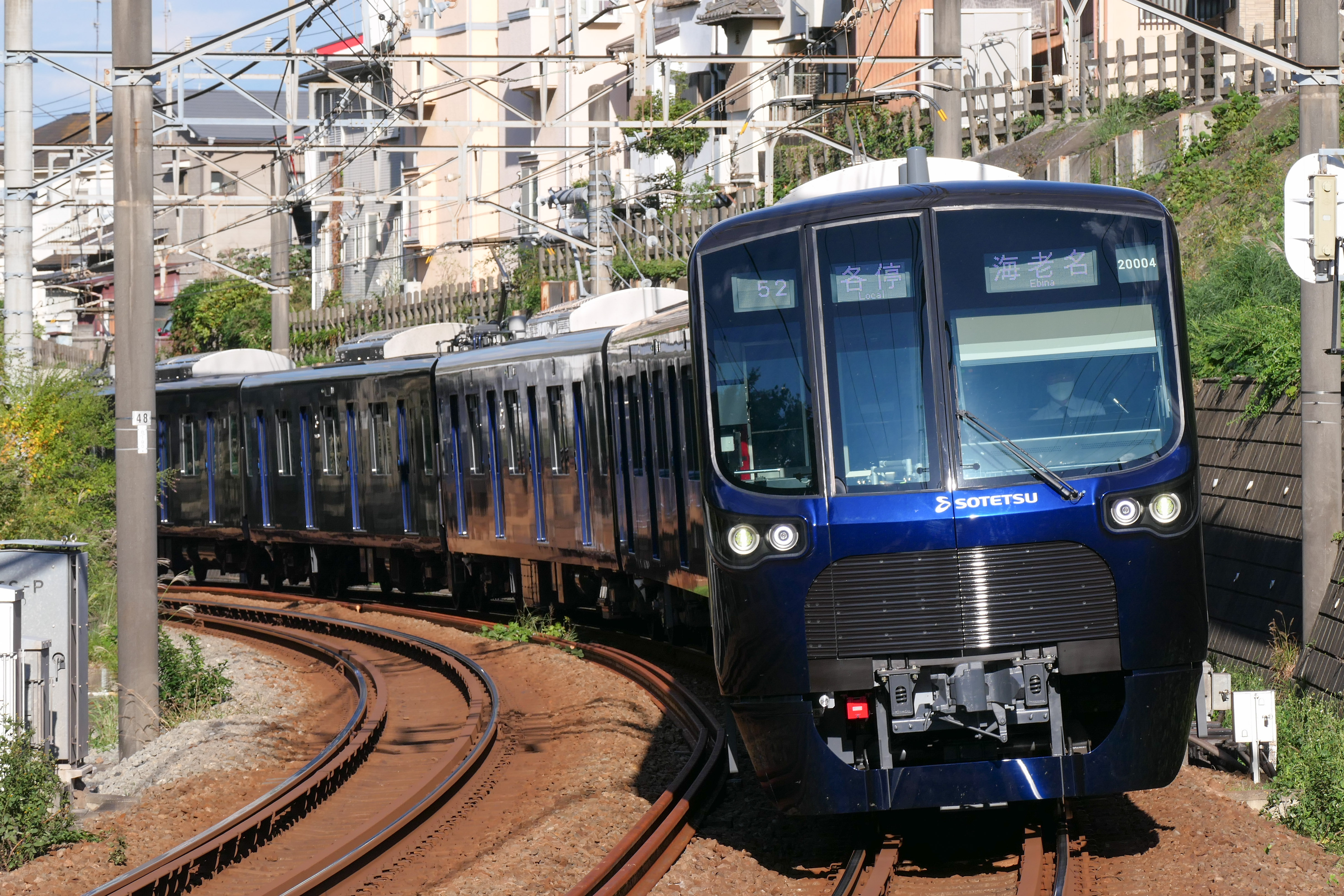
相鐵20000系

### 只限臨時列車

#### 自社車輛
- 5080系（目黑線作為「港未來號」）

#### 直通車輛
- 東京地下鐵
  - 9000系（作為東京灣大華火祭（日语：東京湾大華火祭）臨時列車只限武藏小杉－日吉間）
- 東京都交通局
  - 6300型（現在只限臨時列車「港未來號」，2000年9月22日至2007年9月以回廠列車運行）

### 過去的車輛

#### 自社車輛
- Kiha 1型（日语：東京横浜電鉄キハ1形気動車）（東京橫濱電鐵時代）
- 初代3000系（日语：東急3000系電車 (初代)）
- 初代5000系（日语：東急5000系電車 (初代)）
- 5200系（日语：東急5200系電車）
- 初代6000系（日语：東急6000系電車 (初代)）
- 初代7000系（日语：東急7000系電車 (初代)）
- 7200系（日语：東急7200系電車）
- 2000系（田園都市線轉屬）
- 新3000系（日语：東急3000系電車 (2代)）（目黑線轉屬）
- 8500系（日语：東急8500系電車）（田園都市線轉屬）
- 8090系（日语：東急8090系電車）（大井町線轉屬）
- 8590系（日语：東急8090系電車）（田園都市線、大井町線轉屬）
- 8000系
- 1000系（日语：東急1000系電車）
- 9000系（日语：東急9000系電車）（大井町線轉屬）

#### 直通車輛
- 帝都高速度交通營團（現·東京地下鐵）
  - 3000系（日语：営団3000系電車）（日比谷線）
  - 03系（日比谷線。2013年3月16日停止直通運行後進入鷺沼工場（日语：鷺沼車両基地）行走東橫線內）
  - 7000系（副都心線）
- 埼玉高速鐵道（只限臨時列車「港未來號」）
  - 2000系

#### 其他
- 伊豆急行
  - 100系（日语：伊豆急行100系電車） - 1961年東急車輛製造新造後、伊豆急行線開業以前配置間元住吉檢車區，以訓練伊豆急的運轉士與開業宣傳，兼在東橫線內連日行走。
  - 2100系（日语：伊豆急行2100系電車）（Resort 21） - 1986年田園都市線開業20周年企劃與車輛的PR兼2次車（R-2編組）[35]，1988年作為「Resort Express今井濱'88」3次車（R-3編組）曾經行走[35]東橫線、目蒲線、大井町線、田園都市線。